# Liste von Bergwerken im Kreis Olpe

Städte und Gemeinden im Kreis Olpe

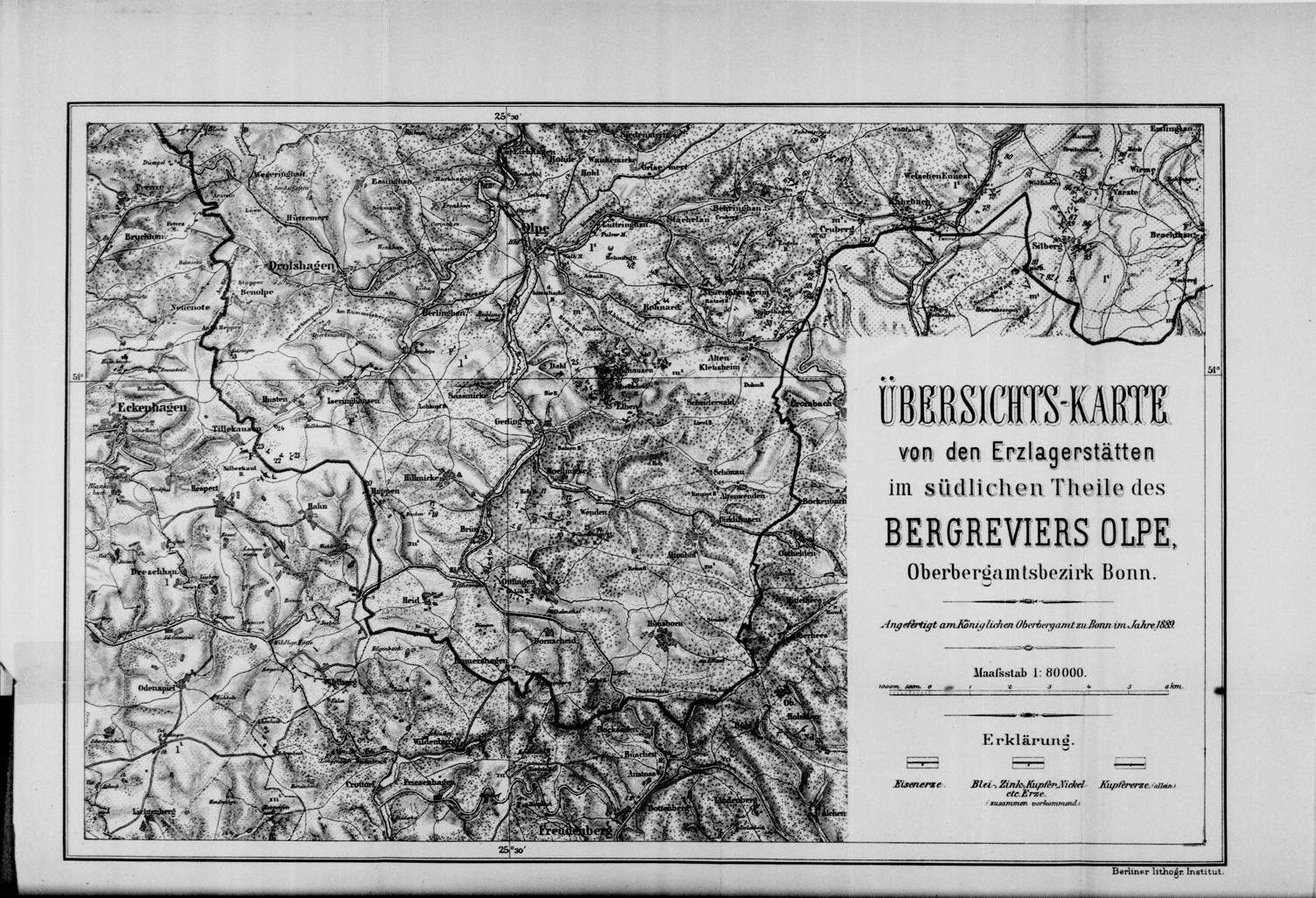
Bergrevier Olpe, 1889

Die Liste von Bergwerken im Kreis Olpe umfasst die stillgelegten Bergwerke im Kreis Olpe, Nordrhein-Westfalen. Der Bergbau im Sauerland fokussierte sich auf Erze und auch Schiefer. Im Kreis Olpe wurden unter anderem Blei, Eisen, Kupfer und Silber abgebaut.

## Liste

### Attendorn
| Name                              | Ortsteil           | Bergrevier | Anmerkungen | Lage       | Beginn     | Ende | Bild |
| --------------------------------- | ------------------ | ---------- | --- | ---------- | ---------- | ---- | ---- |
| Am spitzen Berge                  | Lichtringhausen    | Arnsberg   | Blei |            | 1793       |      |      |
| Amos                              | Attendorn          | Olpe       | Eisen |            |            |      |      |
| Anna                              | Attendorn          | Olpe       | Schiefer; nahe der Ruine Wildenburg                                                                                            | 1855 (vor) |            |      |      |
| Augustin                          | Helden             | Olpe       | Schwefelkies |            | 1868 (um)  |      |      |
| Bergmann                          | Attendorn          | Olpe       | Eisen |            |            |      |      |
| Bergwerk im Bereich Wippeskuhlen  | Attendorn          | Olpe       | Eisen |            |            |      |      |
| Bergwerk im Eckenbachtal          | Attendorn          | Olpe       | Eisen; Tagebau |            |            |      |      |
| Bergwerk an der Windhauser Straße | Attendorn          | Olpe       | Eisen; in der Nähe der Spedition Karl Viegener an der Windhäuser Straße; Stollen mit 40 m Länge (beim Straßenbau zugeschüttet) |            |            |      |      |
| Bergwerk am Birkeshardt           | Merklinghausen     | Arnsberg   | Blei |            | 1791       |      |      |
| Bergwerk am Noacken               | Attendorn          | Olpe       | Eisen; kurzer Stollen |            |            |      |      |
| Bergwerk am Stappenweg            | Attendorn          | Olpe       | Eisen; kurzer Stollen |            |            |      |      |
| David                             | Helden / Dünschede | Olpe       | Eisen, Mangan; Konsolidation                                                                                                   |            | 1872 (um)  |      |      |
| Faust                             | Mecklinghausen     | Olpe       | Eisen, Schwefelkies |            | 1868 (um)  |      |      |
| Gretchen                          | Helden             | Olpe       | Schwefelkies |            | 1868 (um)  |      |      |
| Hermannszeche                     | Helden             | Olpe       | Eisen |            | 1868 (um)  |      |      |
| Matthilde                         | Attendorn          | Olpe       | Eisen |            |            |      |      |
| Napoleon                          | Attendorn          | Olpe       | Eisen |            |            |      |      |
| Peter                             | Helden             | Olpe       | Schwefelkies |            | 1868 (um)  |      |      |
| Peter II                          | Helden             | Olpe       | Schwefelkies |            | 1874 (um)  |      |      |
| Peter III                         | Helden             | Olpe       | Schwefelkies |            | 1874 (um)  |      |      |
| Peter IV                          | Helden             | Olpe       | Schwefelkies |            | 1874 (um)  |      |      |
| Peter V                           | Helden             | Olpe       | Schwefelkies |            | 1874 (um)  |      |      |
| Schwefelblume                     | Helden             | Olpe       | Schwefelkies |            | 18688 (um) |      |      |
| Sylvester                         | Attendorn          | Olpe       | Eisen |            | 1863 (um)  |      |      |
| Thecla                            | Attendorn          | Olpe       | Brauneisenstein; auch Thekla geschrieben; zwischen Biekhofen und der Stesse; Schacht mit 14 m Teufe                            | 1860       | 1870       |      |      |
| Waldenburg                        | Attendorn          | Olpe       | Dachschiefer; nahe der Ruine Wildenburg                                                                                        | 1848 (um)  |            |      |      |

### Drolshagen
| Name                | Ortsteil      | Bergrevier | Anmerkungen                                                      | Lage | Beginn     | Ende | Bild |
| ------------------- | ------------- | ---------- | ---------------------------------------------------------------- | ---- | ---------- | ---- | ---- |
| Edelstein           | Iseringhausen | Olpe       | Eisen                                                            |      | 1857 (um)  |      |      |
| Erzengel            | Brachtpe      | Olpe       | Blei, Zink                                                       |      | 1869 (um)  |      |      |
| Fabricus            | Brachtpe      | Olpe       | Eisen                                                            |      | 1857 (um)  |      |      |
| Franziskanerzeche   | Berlinghausen | Olpe       | Blei, Kupfer, Zink                                               |      | 1854 (um)  |      |      |
| Henriettenzeche     | Eltge         | Olpe       | Eisen                                                            |      | 1855 (um)  |      |      |
| Ludwigszeche        | Berlinghausen | Olpe       | Eisen, Kupfer, Blei, Zink; nördlich von Saßmicke<name="la_nrw"/> |      | 1847 (um)  |      |      |
| Neumolitor          | Halbhusten    | Olpe       | Eisen, Blei, Kupfer; an/in der Silberkuhle                       |      | 19. Jh.    |      |      |
| Paul                | Husten        | Olpe       | Eisen                                                            |      | 1869 (um)  |      |      |
| Siegende Hoffnung   | Husten        | Olpe       | Blei                                                             |      | 1850(um)   |      |      |
| Thusnelda           | Essinghausen  | Olpe       | Blei; an der Breitenhardt?                                       |      | 1884 (um)  |      |      |
| Voigtskaute         | Halbhusten    | Olpe       | Eisen, Blei, Kupfer; an/in der Silberkuhle                       |      | 1845 (vor) |      |      |
| Vorsicht            | Brachtpe      | Olpe       | Blei, Kupfer, Zink                                               |      | 1866 (um)  |      |      |
| Walter              | Halbhusten    | Olpe       | Eisen, Blei, Kupfer; an/in der Silberkuhle                       |      | 19. Jh.    |      |      |
| Wolfgang            | Husten        | Olpe       | Blei, Kupfer, Zink, Eisen                                        |      | 1859 (um)  |      |      |
| Wörth I             | Husten        | Olpe       | Eisen, Schwefelkies                                              |      | 1870 (um)  |      |      |
| Wörth II            | Husten        | Olpe       | Eisen, Schwefelkies                                              |      | 1870 (um)  |      |      |
| Stollen bei Dumicke | Dumicke       | Olpe       | Stollen in der Leiert                                            | Lage |            |      |      |

### Finnentrop
| Name                | Ortsteil    | Bergrevier | Anmerkungen | Lage | Beginn     | Ende | Bild |
| ------------------- | ----------- | ---------- | --- | ---- | ---------- | ---- | ---- |
| Ahausen             | Heggen      | Olpe       | Eisen |      |            |      |      |
| Bergwerk am Dumberg | Heggen      | Olpe       | Kieselschiefer; ab 1939 Stollenbau; 2 Tiefbausohlen; Stollenanlagen mit einer Gesamtlänge von mehr als 7 km                                                                 | Lage | 1930er     | 1973 |      |
| Beyer               | Heggen      | Olpe       | Eisen |      |            |      |      |
| Einhaus             | Heggen      | Olpe       | Eisen |      |            |      |      |
| Eisenberg           | Heggen      | Olpe       | Eisen, Manganerze; verliehen am 7. Mai 1866; zwei Untersuchungsschächte (davon einer mit 7 m); Mächtigkeit der Kluft von 15 m; Abbau 1872–1873: 1.030 t; Belegschaft 4 Mann |      | 1866-03-18 |      |      |
| Eisenberg I         | Heggen      | Olpe       | Eisen; verliehen am 7. Mai 1866 |      | 1866-03-18 |      |      |
| Eisenberg II        | Heggen      | Olpe       | Eisen; verliehen am 7. Mai 1866 |      | 1866-03-18 |      |      |
| Ennest              | Heggen      | Olpe       | Eisen |      |            |      |      |
| Fransecky           | Heggen      | Olpe       | Eisen |      |            |      |      |
| Heggen              | Heggen      | Olpe       | Eisen |      |            |      |      |
| Hollenbock          | Heggen      | Olpe       | Eisen |      |            |      |      |
| Hosiana I           | Heggen      | Olpe       | Eisen |      | 1852 (um)  |      |      |
| Hosiana II          | Heggen      | Olpe       | Eisen |      | 1852 (um)  |      |      |
| Kalkofen            | Heggen      | Olpe       | Eisen |      |            |      |      |
| Lindenbaum          | Heggen      | Olpe       | Eisen |      |            |      |      |
| Milstenau           | Heggen      | Olpe       | Eisen |      |            |      |      |
| Rösterweg           | Heggen      | Olpe       | Eisen |      |            |      |      |
| Rumpf               | Heggen      | Olpe       | Eisen |      |            |      |      |
| Saalfeld            | Heggen      | Olpe       | Eisen |      |            |      |      |
| Sange               | Heggen      | Olpe       | Eisen |      |            |      |      |
| Schafstall          | Heggen      | Olpe       | Eisen |      |            |      |      |
| Schleifgut          | Heggen      | Olpe       | Eisen |      |            |      |      |
| Sieler              | Heggen      | Olpe       | Eisen |      |            |      |      |
| Silberstollen       | Heggen      | Olpe       | an der Haardt |      |            |      |      |
| Silberkuhlen        | Hülschotten | Olpe       | Silber ?; am Höchsten; zwei Schächte (davon einer 11 m tief) |      |            |      |      |
| Treskow             | Heggen      | Olpe       | Eisen |      |            |      |      |
| Vollmond            | Heggen      | Olpe       | Eisen |      |            |      |      |
| Wiethfeld           | Heggen      | Olpe       | Eisen |      |            |      |      |
| Windhausen          | Heggen      | Olpe       | Eisen |      |            |      |      |
| Wodan               | Heggen      | Olpe       | Eisen |      |            |      |      |

### Kirchhundem
| Name                         | Ortsteil                   | Bergrevier | Anmerkungen | Lage | Beginn        | Ende         | Bild |
| ---------------------------- | -------------------------- | ---------- | --- | ---- | ------------- | ------------ | ---- |
| Abendröthe                   | Kirchhundem                | Olpe       | Eisen |      | 1870 (um)     |              |      |
| Adelheid                     | Silberg ?                  | Olpe       | Eisen; Lage: südwestl. Kuhlenberger Zug |      | 1890 (vor)    |              |      |
| Adolphszeche                 | Benolpe                    | Olpe       | Kupfer; Mutung im Stollen der Ländermicke; verliehen am 18. Juli 1857 |      | 1857-07-18    | 1858         |      |
| Adolphszeche                 | Kirchveidsche              | Olpe       | Schwefelkies |      | 1869 (um)     |              |      |
| Alida                        | Silberg                    | Olpe       | Eisen; südwestl. Kuhlenberger Zug; Stollenmundloch auf 515 m ü. NN. | Lage |               |              |      |
| Alma                         | Brachthausen               | Müsen      | Blei, Zink, Eisen, Kupfer; Stollen | Lage | 1860 (um)     |              |      |
| Alte Jungfer (Mercur)        | Silberg                    | Olpe       | Eisen, Kupfer, Quecksilber; Längenfeld Mercur verliehen auf Kupfer, Silber und Quecksilber; am Kittelberg | Lage |               |              |      |
| Alwina                       | Varste                     | Olpe       | Blei; Stollen nördlich von Varste; Stollenmundloch auf 400 m ü. NN | Lage | 1893 (vor)    |              |      |
| Alwine                       | Varste                     | Olpe       | Blei, Zink, Fahlerze; ehemals Todter Mann; andere Namen: Schichtmeistergrube; 1889 neu verliehen; 1889 Schacht (bis 1896 116 m Teufe, auf 410 m NN, 3 Tiefbausohlen (42, 72, 116 m)); zu Glanzenberg; nördlichste Grube auf Siegerländer Eisenerzgängen; Pochwerk am Silberbach; bis zu 150 Mann Belegschaft | Lage | 1743          | 1902         |      |
| Alwine III                   | Kirchhundem / Altenhundem  | Olpe       | Eisen |      | 1887 (um)     |              |      |
| Am Fasenstück                | Welschen Ennest            | Olpe       | [ 1 ] |      | 1743          |              |      |
| Anna I                       | Kirchhundem                | Olpe       | Eisen |      | 1903 (um)     |              |      |
| Anna II                      | Kirchhundem                | Olpe       | Eisen |      | 1903 (um)     |              |      |
| Anna III                     | Kirchhundem                | Olpe       | Eisen |      | 1903 (um)     |              |      |
| Anna IV                      | Kirchhundem                | Olpe       | Eisen |      | 1903 (um)     |              |      |
| Anna                         | Hofolpe                    | Olpe       | zwischen Hofolpe und Mark; südlich dem Berg „Auf der Höhe“; Stollenmundloch auf 468 m ü. NN | Lage |               |              |      |
| Antonius(zeche)              | Varste                     | Olpe       | Blei, Kupfer, Fahlerze; Stollenmundloch auf 460 m ü. NN; zu Kuhlenberg | Lage | 1855 (vor)    |              |      |
| Apollo                       | Emlinghausen               | Olpe       | Eisen |      | 1866 (um)     |              |      |
| Auerhahn                     | Oberhundem                 | Olpe       | Schwefelkies, Blei, Kupfer; 2 Stollen |      | 1868-11-28    | 1924         |      |
| Auf der Tränke               | Rahrbach                   | Olpe       | Blei; am Langenbachs Köpfe |      | 1506          |              |      |
| Augustenzeche                | Würdinghausen              | Olpe       | Eisen |      | 1871 (um)     |              |      |
| Bau auf Gott                 | Würdinghausen              | Olpe       | Eisen |      | 1866 (um)     |              |      |
| Belfort III                  | Brachthausen               | Olpe       | Eisen |      | 1871 (um)     |              |      |
| Bleierzgang                  | Silberg                    | Olpe       | Stollenmundloch auf 428 m ü. NN; nordwestl. von Bleierzgang |      |               |              |      |
| Blötheschacht                | Silberg                    | Olpe       | Stollen und Schacht |      | 1743          |              |      |
| Bormicke                     | Würdinghausen              | Olpe       | Eisen |      | 1871 (um)     |              |      |
| Brüderstollen                | Silberg                    | Olpe       | Stollenmundloch auf 435 m ü. NN; südlich von Silberg |      |               |              |      |
| Carl der Große               | Rahrbach                   | Olpe       | Schiefer |      | 1865 (um)     |              |      |
| Carolinengang                | Silberg                    | Olpe       | Längenfeld; zu Glanzenberg |      |               |              |      |
| Charlotte                    | Varste                     | Olpe       | Stollenmundloch auf 425 m ü. NN; zu Kuhlenberg | Lage |               |              |      |
| Christine                    | Rahrbach                   | Olpe       | Kupfer, Eisen, Schwefelkies, Blei; Stollen; verliehen am 14.3.1867 | Lage | 1867-03-14    |              |      |
| Columbus                     | Kirchhundem                | Olpe       | Eisen |      | 1887 (um)     |              |      |
| Comet                        | Kirchhundem                | Olpe       | Eisen |      | 1853 (um)     |              |      |
| Constantin                   | Silberg                    | Olpe       | Stollenmundloch auf 500 m ü. NN; zu Glanzenberg | Lage |               |              |      |
| Danielszeche                 | Rahrbach                   | Olpe       | Kupfer, Eisen; Stollen mit 250 m Gesamtlänge an der Rahrbacher Höhe; verliehen am 17.09.1866 | Lage | 1865          | 1877         |      |
| Danielskrone                 | Rahrbach                   | Olpe       | Kupfer, Nickel; verliehen am 29.12.1871 |      | 1871-12-29    |              |      |
| Eichholz                     | Varste                     | Olpe       | Eisen |      | 1741          |              |      |
| Einigkeit I                  | Oberhundem                 | Olpe       | Eisen |      | 1884-09-05    |              |      |
| Einigkeit II                 | Oberhundem                 | Olpe       | Eisen |      | 1884-09-05    |              |      |
| Eisenberg III                | Brachthausen               | Olpe       | Eisen; Grubenfeld; nordwestl. von Brachthausen |      |               |              |      |
| Eisenhaardt                  | Kirchhundem                | Olpe       | Eisen |      | 1885 (um)     |              |      |
| Eisenhardt                   | Brachthausen               | Olpe       | Eisen; südwestl. von Brachthausen |      | 1873 (um)     |              |      |
| Elisabeth I                  | Oberhundem                 | Olpe       | Eisen |      | 1873 (um)     |              |      |
| Elisabeth II                 | Oberhundem                 | Olpe       | Eisen |      | 1873 (um)     |              |      |
| Elisabeth XI                 | Oberhundem / Würdinghausen | Olpe       | Eisen |      | 1873 (um)     |              |      |
| Elisabeth XII                | Oberhundem / Würdinghausen | Olpe       | Eisen |      | 1873 (um)     |              |      |
| Elisabeth XXI-XXX            | Oberhundem                 | Olpe       | Eisen |      | 1873 (um)     |              |      |
| Emma                         | Silberg ?                  | Olpe       | Eisen; Lage: südwestl. Kuhlenberger Zug |      | 1890 (vor)    |              |      |
| Endlich                      | Kirchhundem                | Olpe       | Eisen |      | 1867 (um)     |              |      |
| Eugenie                      | Kirchhundem                | Olpe       | Eisen |      | 1887 (um)     |              |      |
| Ewald                        | Heinsberg                  | Olpe       | Eisen |      | 1869 (um)     |              |      |
| Fahlerzgang                  | Silberg                    | Olpe       | Blei; identisch mit Goldbergstollen; Stollenmundloch auf 423 m ü. NN | Lage |               |              |      |
| Fortuna                      | Silberg                    | Olpe       | Stollenmundloch auf 449 m ü. NN; südlich von Silberg | Lage |               |              |      |
| Fortuna II                   | Silberg                    | Olpe       | Stollenmundloch auf 482 m ü. NN; südlich von Silberg; südlicher als Fortuna | Lage |               |              |      |
| Franziska II                 | Brachthausen               | Olpe       | Eisen |      | 1871 (um)     |              |      |
| Freundschaft                 | Rahrbach                   | Olpe       | Eisen; verliehen am 20.11.1867 |      | 1867-11-20    |              |      |
| Fuchsloch                    | Benolpe                    | Olpe       | Blei, Kupfer, Silber, Eisen; flacher 10 m tiefer Schacht; neu verliehen am 15. Mai 1858 |      | 1697          |              |      |
| Fürstenberg                  | Oberhundem                 | Olpe       | Eisen, Mangan |      | 1890-08-27    |              |      |
| Georg                        | Silberg                    | Olpe       | Stollenmundloch auf 525 m ü. NN; Stolen mit 195 m Länge; südwestlich von Silberg; siehe Grube Merkur |      |               |              |      |
| Glanzenberg                  | Silberg                    | Olpe       | Silber, Blei, Zink, Kupfer, Eisen; 1888 Neuverleihung; Oberer Stollen auf 487 m ü.NN (Lage); Tiefer Stollen auf 440,8 m ü.NN (Lage); 1885 Schacht (185 m Teufe, 4 Tiefbausohlen(95, 127, 156, 185 m); auf 505,4 m ü. NN); 300 Belegschaftsmitglieder; Ende endgültig 1935 | Lage | 1876 (vor)    | 1909         |      |
| Glückauf                     | Varste                     | Olpe       | [ 1 ] |      | 1743          |              |      |
| Glückauf Hubertus            | Silberg                    | Olpe       | Eisen, Kupfer, Blei; Stollenmundloch auf 510 m ü. NN | Lage |               |              |      |
| Goeben II                    | Rahrbach / Kleusheim       | Olpe       | Eisen, Blei, Kupfer |      | 1867 (um)     |              |      |
| Goeben III                   | Rahrbach / Kleusheim       | Olpe       | Eisen, Blei, Kupfer |      | 1867 (um)     |              |      |
| Goldberg I                   | Silberg                    | Olpe       | Kupfer, Blei, Fahlerze, Spateisenstein; Befahrungsprotokoll von 1818; am 2. März 1898 zur Glanzenberg gehörig (auch durchschlägig); 1899 Schacht I (bis 1905 120 m Teufe, 2 Tiefbausohlen (60 und 120 m), auf 478,2 m ü. NN); 1899 Schacht II (bis 1929 533 m Teufe, auf 432,2 m ü. NN, Tiefbausohlen auf 60, 120, 180, 25, 270, 315, 360, 405, 450, 509 m) | Lage | 1890 (vor)    | 1935         |      |
| Goldberg II                  | Silberg                    | Olpe       | Kupfer, Blei, Fahlerze, Spateisenstein; am 2. März 1898 zu Glanzenberg gehörig; 1899 Schacht II (bis 1929 533 m Teufe, auf 432 m ü. NN, 8 Tiefbausohlen auf 60, 120, 180, 225, 270, 315, 360, 405, 450, 509 m) | Lage | 1890 (vor)    | 1935-03      |      |
| Goldberg III-VIII            | Silberg                    | Olpe       | Kupfer, Blei, Fahlerze, Spateisenstein; am 2. März 1898 zu Glanzenberg |      |               |              |      |
| Gottessegen                  | Silberg                    | Olpe       | Eisen; südwestl. Kuhlenberger Zug |      | 1743          |              |      |
| Gottessegen II               | Rahrbach / Kleusheim       | Olpe       | Eisen, Kupfer |      | 1872 (um)     |              |      |
| Götzhagen I                  | Oberhundem                 | Olpe       | Eisen |      | 1882-10-18    |              |      |
| Götzhagen II                 | Oberhundem                 | Olpe       | Eisen |      | 1882-10-18    |              |      |
| Hannibal                     | Rahrbach                   | Olpe       | Eisen; Stollen; Konsolidation | Lage |               |              |      |
| Hardt                        | Silberg                    | Olpe       | Stollenmundloch auf 435 m ü. NN | Lage |               |              |      |
| Heinrich I-IX                | Oberhundem                 | Olpe       | Eisen |      | 1873 (um)     |              |      |
| Hercules                     | Welschen Ennest            | Olpe       | Kupfer, Brauneisenstein ; neu gemutet am 9.8.1829 und 1852; die Mächtigkeit des Eisenerzvorkommen von 6 m verringerte sich schnell auf 30 cm, |      | 1800 (um)     | 1852         |      |
| Hermann                      | Varste                     | Olpe       | Eisen; südwestl. Kuhlenberger Zug; Stollenmundloch uaf 470 m ü. NN | Lage | 1890 (vor)    |              |      |
| Hulda                        | Heinsberg                  | Olpe       | Eisen |      | 1869 (um)     |              |      |
| Jodocus                      | Oberhundem                 | Olpe       | Blei, Kupfer |      | 1871-12-22    |              |      |
| Johannesstollen              | Wirme                      | Olpe       | Brauneisenstein |      |               |              |      |
| Johannisstollen              | Silberg                    | Olpe       | Stollen; auch St. Johannissegen |      | 1743          |              |      |
| Josephsglück                 | Welschenennest             | Olpe       | südöstl. Wohlfahrt |      | 1911          |              |      |
| Knapp                        | Silberg                    | Olpe       | Blei, Kupfer, Fahlerze; tiefer Stollen mit mind. 200 m Länge |      | 1796          | 1844 (mind.) |      |
| Königsberg                   | Würdinghausen              | Olpe       | Eisen; Mutung |      | 1804          |              |      |
| Kranich                      | Silberg                    | Olpe       | [ 1 ] |      | 1743          |              |      |
| Kruberg I                    | Kruberg                    | Olpe       | Eisen; Rhonarder Gangzug | Lage |               |              |      |
| Kuhlenberger Stehender Gang  | Silberg                    | Olpe       | 1841 mit Schnepfenseifen und Thomaszeche konsolidiert zu Kuhlenbergerzug | Lage | 1841 (vor)    | 1913         |      |
| Kuhlenberg(erzug)            | Varste                     | Olpe       | Spateisen, Bleiglanz, Kupferkies; Gangzug bei Silberg und Varste; mehrere Stollen: Antoniuszecherstollen (Lage), Thomaszecherstollen (Lage), auf 468 m ü. NN Kuhlenbergerstollen ((Lage); Oberer Stollen auf ca. 500 m ü NN (Lage)) und Schnepfenseifer (Tiefer) Stollen (Lage, auf 430 m ü. NN); 1743 Kuhlenberger Schacht; um 1900 Schacht mit 370 m Teufe (Hängebank auf 464 m ü. NNStollensohle auf 34 m Teufe, 8 Tiefbausohlen (84, 133, 145, 193, 250, 358, 370 m)); Förderung 1831–1913: 168.374 t Eisenerz | Lage | 1721          | 1913         |      |
| L’Esperance                  | Varste                     | Olpe       | [ 1 ] |      | 1743          |              |      |
| Ländermicke                  | Benolpe                    | Olpe       | Blei, Kupfer, Silber, Fahlerze; auch Lentermicke genannt; 1830 und 6. Oktober 1854 neu gemutet; Stollen mit 300 m Länge; Stollenmundloch auf 515 m ü. NN im oberen Tal der Lentermicke; Versuchsarbeiten 1899, 1920 und 1927; seit 1943 Trinkwassergewinnung | Lage | 1777          | 1927         |      |
| Laurent                      | Kirchhundem                | Olpe       | Eisen |      | 1887 (um)     |              |      |
| Leo                          | Kruberg                    | Olpe       | Kupfer; Stollen mit 160 m Länge |      | 1861-11-12    |              |      |
| Leonore                      | Silberg                    | Olpe       | Eisen; Stollen auf 563 m ü. NN; zwei Lager; südwestlich von Silberg nahe Merkur und westl. Georg | Lage |               |              |      |
| Lersch-Sythese               | Kohlhagen                  | Olpe       | Eisen, Blei, Zink |      | 1939 (um)     |              |      |
| Liese I, II, III             | Varste                     | Olpe       | Eisen; Lage: südwestl. Kuhlenberger Zug | Lage | 1890 (vor)    |              |      |
| Lina Fuhr                    | Silberg                    | Olpe       | Eisen; südwestl. von Silberg |      |               |              |      |
| Maria Meeresstern            | Kirchhundem                | Olpe       | Eisen |      | 1887 (um)     |              |      |
| Martinszeche                 | Rüspe / Heinsberg          | Olpe       | Eisen |      | 1832          |              |      |
| Mauritius                    | Würdinghausen              | Olpe       | Eisen |      | 1871 (um)     |              |      |
| Merkur                       | Silberg                    | Olpe       | Kupfer, Silber, Quecksilber; 195 m langer Stollen auf 566 m ü. NN am Hoher Wald (Mundloch unterhalb eines Weges); innerhalb des Feldes Alte Jungfer |      | 1850          | 1862         |      |
| Michlbach ?                  | Silberg                    | Olpe       | | Lage |               |              |      |
| Morgenröthe I                | Kirchhundem                | Olpe       | Eisen, Kupfer, Blei |      | 1890 (um)     |              |      |
| Morgenröthe II               | Kirchhundem                | Olpe       | Eisen, Kupfer, Blei |      | 1890 (um)     |              |      |
| Morgenröthe III              | Kirchhundem                | Olpe       | Eisen, Kupfer, Blei |      | 1890 (um)     |              |      |
| Morgenröthe IV               | Kirchhundem                | Olpe       | Eisen, Kupfer, Blei |      | 1890 (um)     |              |      |
| Moses                        | Kruberg                    | Olpe       | Eisen, Kupfer; Stollen; Rhonarder Gangzug; Lage: direkt nördl. Grube Elpertshagener Vereinigung | Lage |               |              |      |
| Mussa Pascha                 | Silberg                    | Olpe       | Eisen | Lage | 1890 (vor)    |              |      |
| Neopold et Kupferseifen      | Rahrbach / Kleusheim       | Olpe       | Blei, Kupfer |      | 1872 (um)     |              |      |
| Neue Danielszeche            | Rahrbach                   | Olpe       | Kupfer, Eisen; Stollen an der Rahrbacher Höhe; verliehen am 17.5.1867 |      | 1867-05-17    |              |      |
| Neue Rahrbacher-Höh          | Rahrbach                   | Olpe       | Kupfer, Eisen |      |               |              |      |
| Neue Seltermicke             | Kruberg                    | Olpe       | Kupfer |      | 1860-11-13    |              |      |
| Neue Seltermicke II          | Kruberg                    | Olpe       | Kupfer |      | 1861-12-10    |              |      |
| Neue Vergeltung              | Rahrbach                   | Olpe       | Kupfer, Schwefelkies; Stollen | Lage |               |              |      |
| Neuen                        | Silberg                    | Olpe       | [ 1 ] |      | 1743          |              |      |
| Neumond                      | Würdinghausen              | Olpe       | Eisen |      | 1866 (um)     |              |      |
| Noell                        | Wirme                      | Olpe       | Stollenmundloch auf 449 m ü. NN | Lage |               |              |      |
| Obere Rahrbacher-Höhe        | Rahrbach                   | Olpe       | Kupfer; verliehen 11. Mai 1837; Pocher Stollen; am 20. Mai 1838 mit Untere Rahrbacher-Höhe zu Rahrbaher Höh vereinigt; Abbau ab 1843 |      | 1837-05-11    |              |      |
| Pape                         | Würdinghausen              | Olpe       | Eisen |      | 1871 (um)     |              |      |
| Pariser Forts                | Brachthausen               | Olpe       | Eisen |      | 1871 (um)     |              |      |
| Peiters Schurf               | Varste                     | Olpe       | Stollenmundloch auf 515 m ü. NN | Lage |               |              |      |
| Preussen                     | Silberg                    | Olpe       | Eisen; Lage: südwestl. Kuhlenberger Zug; Blei, Kupfer, Zink | Lage | 1867          | 1867         |      |
| Prinz Friedrich Carl         | Silberg                    | Olpe       | Blei, Zink, Silber, Kupfer; zu Glanzenberg |      | 1890 (vor)    |              |      |
| Quackermeister               | Varste                     | Olpe       | Stollenmundloch auf 447 m ü. NN | Lage |               |              |      |
| Rahrbacher-Höh               | Rahrbach                   | Olpe       | Kupfer; Vereinigung am 20. Mai 1838 aus Unterer Rahrbacher-Höhe und Oberer Rahrbacher-Höhe; Oberer Stollen; Tiefer Stollen; Pocherstollen; Gesenk; 1856 wurde der Pocherstollen unter Anastasius und Zeitgeist neu gemutet ohne Verleihung | Lage | 1707 (vor)    |              |      |
| Raubstollen                  | Rahrbach                   | Olpe       | Kupfer; Stollen am Berghang westl. des Pocher Stollens; wohl zu Rahrbacher Höhe gehörig | Lage |               |              |      |
| Reichstag                    | Würdinghausen              | Olpe       | Eisen |      | 1867 (um)     |              |      |
| Richard                      | Würdinghausen              | Olpe       | Eisen |      | 1866 (um)     |              |      |
| Rosengarten                  | Silberg                    | Olpe       | Eisen, Kupfer, Blei; am 16. Januar 1858 verliehen; Stollenmundloch auf 455 m ü. NN | Lage | 1858-01-16    |              |      |
| Rosengarten I-V              | Silberg                    | Olpe       | Blei, Zink, Kupfer; zu Glanzenberg |      |               |              |      |
| Rosengarten VI               | Silberg                    | Olpe       | Blei, Kupfer; zu Glanzenberg |      |               |              |      |
| Saturn                       | Kirchhundem                | Olpe       | Eisen |      | 1887 (um)     |              |      |
| Saturn II                    | Kirchhundem                | Olpe       | Eisen |      | 1887 (um)     |              |      |
| Schneppenseifen              | Silberg                    | Olpe       | Stollenmundloch auf 430 m ü. NN; 1841 zu Kuhlenberg | Lage | 1743          | 1913         |      |
| Sieg-Sauerland               | Kohlhagen                  | Olpe       | Blei, Zink |      | 1929 (um)     |              |      |
| Sieg-Sauerland 2             | Kohlhagen                  | Olpe       | Blei, Zink |      | 1929 (um)     |              |      |
| Sieg-Sauerland 3             | Kohlhagen                  | Olpe       | Blei, Zink |      | 1936 (um)     |              |      |
| Sieg-Sauerland 6             | Kohlhagen                  | Olpe       | Blei |      | 1929 (um)     |              |      |
| Sieg-Sauerland 10            | Kohlhagen                  | Olpe       | Eisen |      | 1940 (um)     |              |      |
| Silberg                      | Silberg                    | Olpe       | Eisen; Stollenmundloch auf 427,3 m | Lage | 1890 (vor)    |              |      |
| Silberkrone                  | Rahrbach                   | Olpe       | Schwefelkies, Blei, Kupfer |      | 1923 (vor/um) |              |      |
| Silberstern                  | Silberg                    | Olpe       | Blei, Kupfer; Befahrungsprotokoll von 1818; Stollenmundloch auf 432,5 m ü. NN | Lage |               |              |      |
| Socrates                     | Silberg                    | Olpe       | Längenfeld; zu Glanzenberg |      |               |              |      |
| Sophia von der Heydt         | Brachthausen               | Olpe       | Silber, Blei, Kupfer |      | 1891 (um)     |              |      |
| Sophia                       | Varste                     | Olpe       | Eisen; Lage: südwestl. Kuhlenberger Zug; vermutlich auch Sophie genannt | Lage | 1890 (vor)    |              |      |
| Sophiengang                  | Silberg                    | Olpe       | Längenfeld; zu Glanzenberg |      |               |              |      |
| St. Christian                | Silberg                    | Olpe       | |      | 1743          |              |      |
| St. Kleefeld                 | ?                          | Olpe       | Oberer Stollen (Stollenmundloch auf 490? m ü. NN) |      |               |              |      |
| St. Michael                  | Varste                     | Olpe       | [ 1 ] |      | 1743          |              |      |
| Steckenhagen                 | Brachthausen / Silberg     | Olpe       | Eisen |      | 1867 (um)     |              |      |
| Stollen am Albaumer Kirchweg | Heinsberg                  | Olpe       | Stollen am St. Elisabethsberg |      | 16. Jh.       |              |      |
| Stollen an Flaper Straße     | Heinsberg                  | Olpe       | Stollen |      | 16. Jh.       |              |      |
| Stollen (unbekannt)          | Silberg                    | Olpe       | Stollen | Lage |               |              |      |
| Teutonia                     | Silberg                    | Olpe       | Eisen; westl. von Silberg; zu Victoria |      |               |              |      |
| Tilly                        | Rahrbach                   | Olpe       | Kupfer, Schwefelkies; Stollen; verliehen am 19.08.1872 | Lage | 1872-08-19    |              |      |
| (St.) Theresia               | Varste                     | Olpe       | Eisen; auch Theresienzeche; südwestl. Kuhlenberger Zug; Stollenmundloch auf 445 m ü. NN | Lage | 1743          |              |      |
| Thomaszeche                  | Varste                     | Olpe       | Stollenmundloch auf 470 m ü. NN; 1841 zu Kuhlenberg | Lage |               |              |      |
| Unterer Gottessegen          | Silberg                    | Olpe       | Eisen | Lage |               |              |      |
| Victoria                     | Silberg                    | Olpe       | Eisen; westl. von Silberg |      |               |              |      |
| Von der Heydt                | Varste                     | Olpe       | Eisen; südwestl. Kuhlenberger Zug | Lage | 1890 (vor)    |              |      |
| Waldmeister                  | Silberg                    | Olpe       | Eisen; südwestl. Kuhlenberger Zug; Stollenmundloch uaf 470 m ü. NN | Lage | 1890 (vor)    |              |      |
| Waldmeisters Töchterlein     | Silberg                    | Olpe       | Eisen; Stollen auf 490 m ü. NN | Lage | 1890 (vor)    |              |      |
| Waghalss                     | Varste                     | Olpe       | südwestl. von Kuhlenberg |      | 1743          |              |      |
| Walram ?                     | Varste                     | Olpe       | Stollenmundloch auf 440 m ü. NN; zu Kuhlenberg | Lage |               |              |      |
| Wegescheid                   | Mark                       | Olpe       | südöstlich von Mark auf ca. 490 m ü. NN |      |               | Lage         |      |
| Wehrwinkel                   | Brachthausen               | Olpe       | Stollenmundloch auf 530 m ü. NN | Lage |               |              |      |
| Weinberg                     | Brachthausen               | Olpe       | Eisen |      | 1867 (um)     |              |      |
| Wilhelm I                    | Oberhundem                 | Olpe       | Eisen |      | 1902 (vor/um) |              |      |
| Wilhelm II                   | Oberhundem                 | Olpe       | Eisen |      | 1896 (um)     |              |      |
| Wilhelmsgang                 | Silberg                    | Olpe       | Längenfeld; zu Glanzenberg |      |               |              |      |
| Wilhelmssegen                | Brachthausen               | Olpe       | Eisen |      | 1872 (um)     |              |      |

### Lennestadt
Allein um Meggen herum gab es um 1871 175 Gruben und 6 Erbstollen.
Eine Analyse des Meggener Schwefelkieses ergab 1856 eine Zusammensetzung aus 47,5 % Schwefelkies, 43,5 % Eisen und 8 % Kieselsäure. Eine Analyse des Eisensteins ergab: 66 % Eisen und 2 % Kieselsaure Tonerde.
| Name                        | Ortsteil            | Bergrevier | Anmerkungen | Lage | Beginn           | Ende         | Bild |
| --------------------------- | ------------------- | ---------- | --- | ---- | ---------------- | ------------ | ---- |
| Abcoude                     | Saalhausen          | Arnsberg   | Blei, Schwerspat; zwei Stollen am Auergang 3 km nordnordöstlich von Saalhausen; 200 t wurden 1880 gefördert bei 20 Belegschaftsmitgliedern | Lage | 1880 (vor)       |              |      |
| Albert                      | Saalhausen          | Arnsberg   | Zink |      | 1900 (um)        |              |      |
| Albert II                   | Saalhausen          | Arnsberg   | Zink |      | 1901 (um)        |              |      |
| Albert IV                   | Saalhausen          | Arnsberg   | Zink |      | 1901 (vor/um)    |              |      |
| Albert V                    | Saalhausen          | Arnsberg   | Zink |      | 1901 (vor/um)    |              |      |
| Albina                      | Meggen ?            | Arnsberg   | Brauneisenstein |      | 1855 (vor)       |              |      |
| Albine                      | Halberbracht        | Arnsberg   | Schwerspat |      |                  |              |      |
| Andreaszeche                | Meggen              | Arnsberg   | Kupfer; Revier Arnsberg |      |                  |              |      |
| Baro                        | Meggen              | Arnsberg   | Schwerspat; zu Sachtleben |      |                  |              |      |
| Baroschacht                 | Meggen              | Arnsberg   | Schwerspat, Schwefelkies; 1925 Fördebeginn; 1951 Förderende |      |                  |              |      |
| Belmonte                    | Halberbracht        | Arnsberg   | Schwerspat |      |                  |              |      |
| Bermkestollen               | Halberbracht        | Arnsberg   | | Lage |                  |              |      |
| Beständigkeit               | Meggen              | Arnsberg   | Schacht | Lage |                  |              |      |
| Biertappen                  | Altenhundem         | Arnsberg   | Eisen; 2 verbrochene Stollen und Halden |      | 1857             | 1869         |      |
| Carolinenglücker Erbstollen | Meggen              | Arnsberg   | Erbstollen; zu Sachtleben |      | 1857 (ca.)       |              |      |
| Clara                       | Saalhausen          | Arnsberg   | Schwefelkies, Blei |      | 1899 (um)        |              |      |
| Clara I                     | Saalhausen          | Arnsberg   | Schwefelkies, Blei |      | 1899 (um)        |              |      |
| Clara II                    | Saalhausen          | Arnsberg   | Schwefelkies, Blei, Zink?, Kupfer?; am an das Lennetal grenzenden Nordhang am Fuße der Kirschlade südlich von Saalhausen; zu Gewerkschaft Saalhausen |      | 1899 (um)        |              |      |
| Clara III                   | Saalhausen          | Arnsberg   | Blei; zu Gewerkschaft Saalhausen |      | 1899 (um)        |              |      |
| Clara IV                    | Saalhausen          | Arnsberg   | Eisen; zu Gewerkschaft Saalhausen |      | 1899 (um)        |              |      |
| Dreieinigkeit ?             | Stöppel             | Arnsberg   | Eisen, Blei; Stollen und Schacht mit 40 m Teufe; nördl. des Ortes |      |                  |              |      |
| Eikert                      | Meggen ?            | Arnsberg   | Schwefelkies, Brauneisenstein; auch Eickert geschrieben; in der Eikert; oberer Stollen mit 100 m Länge; unterer Stollen mit 27 m Länge (1856 Vortrieb eingestellt); Fördermenge 1854 152,8 t; |      | 1853             | 1857         |      |
| Elsternest                  | Halberbracht        | Arnsberg   | Schwerspat |      |                  |              |      |
| Emanuel                     | Saalhausen / Bracht | Arnsberg   | Blei, Kupfer |      | 1897 (um)        |              |      |
| Emanuel I                   | Saalhausen / Bracht | Arnsberg   | Blei, Kupfer |      | 1897 (um)        |              |      |
| Emanuel II                  | Saalhausen / Bracht | Arnsberg   | Blei, Kupfer |      | 1897 (um)        |              |      |
| Emanuel III                 | Saalhausen / Bracht | Arnsberg   | Blei, Kupfer |      | 1897 (um)        |              |      |
| Emanuel IV                  | Saalhausen / Bracht | Arnsberg   | Blei, Kupfer |      | 1898 (um)        |              |      |
| Ermecke                     | Meggen              | Arnsberg   | Schwerspat |      | 1856 (vor)       |              |      |
| Ernestus                    | Halberbracht        | Arnsberg   | Schwerspat; 1861 Ernestusschacht | Lage |                  |              |      |
| Ernst                       | Kirchveischede      | Arnsberg   | Schwefelkies, Blei, Kupfer |      | 1929 (um)        |              |      |
| Helene II                   | Saalhausen          | Arnsberg   | Eisen |      | 1871 (um)        |              |      |
| Keller                      | Halberbracht        | Arnsberg   | Schwerspat; Zink; Eisen; auch Auf dem Keller genannt; 1852 neu gemutet |      | 1727/28          |              |      |
| Liesenberg                  | Bruchhausen         | Olpe       | Eisen, Kupfer; Stollen mit 25 m Länge, südlich von Schnellenberg am Liesenberg. Erschürft am 29.12.1874, Mutung am 15.11.1865, Verleihung am 5.1.1866. Verkauf an Gewerkschaft Sauerland zu Meinerzhagen 1889. Neuer Stollen mit 9 m Länge. | Lage | 1864-12-29       | 1889         |      |
| Melusina                    | Saalhausen          | Arnsberg   | Blei, Kupfer |      | 1900 (um)        |              |      |
| Nathan                      | Bruchhausen         | Olpe       | im Grubenfeld 'Liesenberg' gelegen; Stollen mit 10 m Länge; zwischen Oberveischede und Apollmicke |      |                  |              |      |
| Neuer Johannes              | Langenei            | Arnsberg   | Kupfer; Revier Arnsberg |      |                  |              |      |
| Paul                        | Saalhausen          | Arnsberg   | Zink |      | 1901 (um)        |              |      |
| Paula II                    | Saalhausen          | Arnsberg   | Zink |      | 1871 (um)        |              |      |
| Ostschacht                  | Halberbracht        | Arnsberg   | Schwerspat; am Kickenberg; zu Siegena ? | Lage | 1870             | 1880 (ca.)   |      |
| Philippine                  | Meggen              | Arnsberg   | Brauneisenstein, Schwerspat | Lage | 1855 (vor)       | 1920 (mind.) |      |
| Ringesbach                  | Saalhausen          | Arnsberg   | Mutung; Stollen |      | 19. Jh. (Beginn) |              |      |
| Saalhausen I                | Saalhausen          | Arnsberg   | Blei, Schwefelkies, Zink?, Kupfer?; am an das Lennetal grenzenden Nordhang am Fuße der Kirschlade südlich von Saalhausen; ein Stollen, Schacht mit 24 m Teufe; nur Versuchsarbeiten; Halde und Schachtpinge der Grube noch vorhanden. | Lage | 1899 (um)        |              |      |
| Saalhausen II               | Saalhausen          | Arnsberg   | Blei, Schwefelkies |      | 1899 (um)        |              |      |
| Saalhausen III              | Saalhausen          | Arnsberg   | Blei, Schwefelkies |      | 1899 (um)        |              |      |
| Saalhausen IV               | Saalhausen          | Arnsberg   | Blei, Schwefelkies |      | 1899 (um)        |              |      |
| Saalhausen V                | Saalhausen          | Arnsberg   | Blei, Schwefelkies |      | 1899 (um)        |              |      |
| Saalhausen VI               | Saalhausen          | Arnsberg   | Blei |      | 1899 (um)        |              |      |
| Saalhausen VII              | Saalhausen          | Arnsberg   | Blei |      | 1899 (um)        |              |      |
| Sachtleben                  | Meggen              | Arnsberg   | heute: Bergbaumuseum Siciliaschacht; Eisen, Baryt, Blei und Zink, Schwerspat; heute Besucherbergwerk; 1948/51 Tiefbauschacht der Grube ist der Siciliaschacht (11 Sohlen, 567 m Teufe); insgesamt elf Stollen (talaufwärts sortiert): Carolinenglücker Erbstollen (Adolphsrampe), Stollen, Tiefer Stollen, Stollen, Mittlerer Stollen, Neuer Oberer Stollen, IV. Stollen, III. Stollen, II. Stollen, Baro Stollen, Oberer Stollen; bis zu 4191 Mitarbeiter; 1943 Jahresförderung ca. 1 Mio. t Schwerspat und Schwefelkies; Gesamtteufe ca. 700 m (13 Sohlen); bedeutendste Schwerspatgrube Europas | Lage | 17. Jh.          | 1992-03-31   |      |
| Schutzzoll                  | Sporke              | Arnsberg   | Eisen |      | 1935 (um)        |              |      |
| Sicilia                     | Meggen              | Arnsberg   | Schwerspat; 1926 mit Siegena zu Sachtleben AG konsolidiert; 1948/51 Siciliaschacht | Lage | 1853             | 1992-03-31   |      |
| Siegena                     | Halberbracht        | Arnsberg   | Schwerspat; 1926 mit Sicilia zu Sachtleben AG konsolidiert; Westschacht (Lage), Schacht Siegena II (Lage) | Lage | 1879             | 1992-03-31   |      |
| Silberkuhle                 | Kickenbach          | Arnsberg   | [ 1 ] |      | 1748             | 1765         |      |
| St. Josef                   | Saalhausen          | Arnsberg   | Blei |      | 1899 (um)        |              |      |
| St. Joseph I                | Saalhausen          | Arnsberg   | Blei, Schwefelkies |      | 1899 (um)        |              |      |
| St. Josef II                | Saalhausen          | Arnsberg   | Blei |      | 1899 (um)        |              |      |
| Stollen                     | Oberelspe           | Arnsberg   | Eisen; Stollenmundloch |      |                  |              |      |
| Ursula                      | Sporke              | Arnsberg   | Eisen |      | 1935 (vor/um)    |              |      |
| Vogelberg                   | Elspe               | Arnsberg   | Eisen |      | 1935 (vor/um)    |              |      |
| Windhorst & Rühberg         | Lennestadt          | Arnsberg   | Eisen |      | 1858 (um)        |              |      |

### Olpe
| Name                                     | Ortsteil                          | Bergrevier       | Anmerkungen | Lage | Beginn     | Ende                                       | Bild |  |
| ---------------------------------------- | --------------------------------- | ---------------- | --- | ---- | ---------- | ------------------------------------------ | ---- |  |
| I. stehender Gang                        | Günsen                            | Olpe             | Eisen, Kupfer |      |            |                                            |      |  |
| II. stehender Gang                       | Günsen                            | Olpe             | Eisen, Kupfer |      |            |                                            |      |  |
| Abraham                                  | Altenkleusheim                    | Olpe             | Eisen; Konsolidation (mit Grenzstein); südlich Altenkleusheim |      | 1874 (um)  |                                            |      |  |
| Adolfszeche                              | Benolpe                           | Olpe             | Kupfer; Grubenfeld; Fundpunkt in einem Stollen der Grube Lentermicke; |      | 1857-07-18 | 1858                                       |      |  |
| Alexander                                | Thieringshausen / Rhonard         | Olpe             | Eisen; Konsolidation |      | 1872 (um)  |                                            |      |  |
| Alfeszeche                               | Thieringshausen                   | Olpe             | Eisen; nahe Raufhaus und Neuer Gustav |      | 1859 (um)  |                                            |      |  |
| Algier                                   | Dahl                              | Olpe             | Eisen; zu Vereinigte(r) Silberberg |      | 1867 (um)  |                                            |      |  |
| Alfeszeche                               | Günsen                            | Olpe             | Eisen; Altenbergerzug | Lage |            |                                            |      |  |
| Alte Rhonard                             | Rhonard                           | Olpe             | Eisen, Kupfer |      | 1562       |                                            |      |  |
| Altes Raufhaus                           | Thieringhausen                    | Olpe             | Eisen; Altenbergerzug; westl. des Ortes |      | 1845 (um)  |                                            |      |  |
| Anna                                     | Rhonard                           | Olpe             | Eisen, Kupfer, Blei; Grubenfeld |      | 1874 (um)  |                                            |      |  |
| Antoniusgrube                            | Olpe                              | Olpe             | in der Hackemicke | Lage | 1820       | 1822?                                      |      |  |
| Antonius                                 | Brün                              | Olpe             | Eisen, Kupfer |      | 1870 (um)  |                                            |      |  |
| Antonius I                               | Husten                            | Olpe             | Eisen |      | 1871 (um)  |                                            |      |  |
| Antonius II                              | Husten                            | Olpe             | Eisen |      | 1871 (um)  |                                            |      |  |
| Arion                                    | Hünsborn                          | Olpe             | Eisen |      | 1863 (um)  |                                            |      |  |
| Arnold                                   | Neuenkleusheim                    | Olpe             | Eisen, Kupfer; Fundpunkt im Humboltstollen |      | 1867 (um)  |                                            |      |  |
| Boromaeus                                | Dahl                              | Olpe             | Eisen, Kupfer, Blei; zu Vereinigte(r) Silberberg; Junkernbergerzug |      | 1855 (um)  |                                            |      |  |
| Belladonna                               | Neuenkleusheim                    | Olpe             | Blei; Rhonarder Gangzug; Schacht |      | 1867 (um)  |                                            |      |  |
| Bismarck                                 | Günsen                            | Olpe             | Eisen |      |            |                                            |      |  |
| Blankenberg                              | Hünsborn                          | Olpe             | Eisen |      | 1869 (um)  |                                            |      |  |
| Blaustein                                | Sondern-Hochwald                  | Olpe             | Schiefer; Stollen bei Sondern (heute wohl unterhalb des Biggesees) |      | 1845 (um)  |                                            |      |  |
| Blaustein Fortmaassen                    | Sondern-Hochwald                  | Olpe             | Schiefer; Stollen bei Sondern (heute wohl unterhalb des Biggesees) |      | 1845 (um)  |                                            |      |  |
| Braache                                  | Neuenkleusheim                    | Olpe             | Eisen, Blei, Kupfer; auch Brache geschrieben; Rhonarder Gangzug; südwestlich Elpertshagener Vereinigung; 1856 Maschinenschacht (bis mind. 36 m Teufe) | Lage | 1856 (vor) | 1873                                       |      |  |
| Brassert                                 | Kruberg                           | Olpe             | Eisen |      |            |                                            |      |  |
| Brocken                                  | Thieringhausen                    | Olpe             | Eisen, Kupfer, Blei; Altenbergerzug | Lage | 1857 (um)  |                                            |      |  |
| Burg                                     | Olpe ?                            | Olpe             | Schiefer |      |            |                                            |      |  |
| Cassel                                   | Thieringshausen                   | Olpe             | Eisen |      | 1870 (um)  |                                            |      |  |
| Carlszeche                               | Neuenkleusheim                    | Olpe             | Eisen; zu St. Georgius |      |            |                                            |      |  |
| Catharina                                | Neuenkleusheim                    | Olpe             | Kupfer; auch Catherinengrube; direkt bei Neuenkleusheim |      | 1743       |                                            |      |  |
| Catharina                                | Neuenkleusheim                    | Olpe             | Kupfer; konsolidiert zu Glückstern |      | 1863 (um)  |                                            |      |  |
| Colonia                                  | Kleusheim                         | Olpe             | Eisen |      | 1874 (um)  |                                            |      |  |
| Conrad                                   | Neuenkleusheim                    | Olpe             | Eisen, Kupfer; zu St. Georgius |      | 1866 (um)  |                                            |      |  |
| Conrad                                   | Altenkleusheim                    | Olpe             | Eisen; zu Erdmann |      |            |                                            |      |  |
| Colonie                                  | Rhonard                           | Olpe             | Eisen |      |            |                                            |      |  |
| Dennewitz                                | Neuenkleusheim                    | Olpe             | Kupfer; konsolidiert zu Glückstern |      | 1861 (um)  |                                            |      |  |
| Dickebruch                               | Günsen                            | Olpe             | Eisen, Kupfer |      | 1668 (vor) |                                            |      |  |
| Die nassen Brüder                        | Rhonard                           | Olpe / Stachelau | Eisen, Kupfer; auch Naße Brüder geschrieben; zwei alte Schächte; ein neuer Schacht mit ca. 50 m Teufe |      | 1552       |                                            |      |  |
| Dohm                                     | Olpe-Dohm                         | Olpe             | Dachschiefer |      | 1858 (um)  |                                            |      |  |
| Eckernförde                              | Stade                             | Olpe             | Dachschiefer |      | 1857 (um)  |                                            |      |  |
| Eisenhut                                 | Thierhausen                       | Olpe             | Eisen (Fe); Altenbergerzug |      | 1857 (um)  |                                            |      |  |
| Eisenstock                               | Rhonard                           | Olpe             | Eisen, Kupfer, Silber, Blei; Rhonarder Gangzug | Lage |            |                                            |      |  |
| Eisenwerk                                | Neuenkleusheim                    | Olpe             | Eisen; Rhonarder Gangzug; 1938 zu Elpertshagen | Lage | 1867-01-28 | 1880                                       |      |  |
| Elpertshagen                             | Neuenkleusheim                    | Olpe             | Eisen, Kupfer, Blei; Rhonarder Gangzug; sehr alter Betrieb, wurde 1780 durch Graf von Stollberg übernommen, 1823 in das Freie gefallen, bald wieder neu betrieben; zu Elpertshagener Vereinigung | Lage | 1572       | 1883                                       |      |  |
| Elpertshagener Beilehn II                | Neuenkleusheim                    | Olpe             | Zink |      | 1873 (um)  |                                            |      |  |
| Elpertshagener Beilehn II                | Neuenkleusheim / Krombach         | Olpe             | Zink |      | 1874 (um)  |                                            |      |  |
| Elpertshagener Nachbar                   | Neuenkleusheim                    | Olpe             | Spateisen; bereits in früher Zeit ausgedehnter Betrieb (Grubenriss von 1748), wurde 1780 durch Graf von Stollberg übernommen, 1823 in das Freie gefallen, bald wieder neu betrieben, vor 1875 konsolidiert aus den Einzelfeldern Ohligenbruch, Neuer Bruch, Stern und Socrates | Lage | 1748 (vor) | 1875 (mind.)                               |      |  |
| Elpertshagener Vereinigung               | Neuenkleusheim                    | Olpe             | Eisen, Kupfer, Blei; Rhonarder Gangzug; Konsolidation aus Elpertshagen, Gute Hoffnung, Vulkan, Mars, Mausefalle, Mark, Meidlingszeche, Glückshoffnung, Ravensburg und Gnom & Walram; ab 1858 Stollen mit 542 m Länge, 90 m Teufe einbringend; Ohligenbrucherstollen | Lage | 1853 (um)  | 1958 (mind.)                               |      |  |
| Engelbert                                | Neuenkleusheim                    | Olpe             | Eisen; Rhonarder Gangzug | Lage | 1853 (um)  |                                            |      |  |
| Engelbertszeche                          | Kruberg                           | Olpe             | Brauneisenstein und Spateisenstein; Neumuthung 1855 als Kruberg I; 20 m tiefer Schacht |      | 1855 (vor) |                                            |      |  |
| Erdmann                                  | Altenkleusheim                    | Olpe             | Eisen, Blei, Zink, Kupfer; westl. von Wassermann; Konsolidation; ca. 80 m langer Stollen (querschlägig zum Lagerzug aufgefahren) bei Haus „Vor der Hustert“ Nr. 8; Abbau von 1873–1894; 1898 Tagesbruch | Lage | 1867 (vor) | 1894                                       |      |  |
| Erster Johannesberg                      | Günsen                            | Olpe             | Eisen, Kupfer | Lage | 1857 (um)  |                                            |      |  |
| Ferdinand                                | Thieringhausen                    | Olpe             | Eisen; Kupfer, Blei; zwischen Thieringhausen und Altenkleusheim |      | 1873 (um)  |                                            |      |  |
| Flacher Gang                             | Günsen                            | Olpe             | Eisen, Kupfer |      |            |                                            |      |  |
| Fortuna I                                | Dahl                              | Olpe             | Kupfer, Blei, Zink; zu Vereinigte(r) Silberberg |      | 1867 (um)  |                                            |      |  |
| Fortuna II                               | Dahl                              | Olpe             | Eisen; zu Vereinigte(r) Silberberg; Junkernbergerzug; bis 1890 nicht aufgeschlossen |      | 1869 (um)  |                                            |      |  |
| Franz                                    | Thieringhausen                    | Olpe             | Eisen; zwischen Thieringhausen und Rhonard |      | 1869 (um)  |                                            |      |  |
| Franz Drake                              | Neuenkleusheim                    | Olpe             | Eisen, Kupfer, Blei; Benzlergang; Wasserlösung durch Liboriusstollen | Lage | 1854 (um)  |                                            |      |  |
| Fuchsloch                                | Benolpe                           | Olpe             | Silber, Blei, Kupfer, Eisen; auch Fuchloch genannt; neu verliehen am 15. Mai 1858 |      | 1697       |                                            |      |  |
| Fürst Bismarck                           | Dahl / Gerlingen                  | Olpe             | Eisen; Konsolidation |      | 1874 (um)  |                                            |      |  |
| Georg                                    | Saßmicke                          | Olpe             | in der Besmicke; verbrochener Stollen |      |            |                                            |      |  |
| Georgine                                 | Stachelau                         | Olpe             | Eisen | Lage | 1874 (um)  |                                            |      |  |
| Glückauf Ackermann                       | Neuenkleusheim                    | Olpe             | Eisen, Kupfer, Blei; Rhonarder Gangzug; zu Braache |      | 1855 (um)  |                                            |      |  |
| Glücksbrunnen                            | Neuenkleusheim                    | Olpe             | Eisen; Rhonarder Gangzug' | Lage | 1861 (um)  |                                            |      |  |
| Glückshoffnung                           | Neuenkleusheim                    | Olpe             | Eisen, Kupfer, Blei; Pingen; ca. 1853 zu Elpertshagener Vereinigung |      |            |                                            |      |  |
| Glückstern                               | Neuenkleusheim                    | Olpe             | Eisen, Kupfer; Rhonarder Gangzug; Konsolidation aus Glückstern, Inkermann, Catharina, Gneisenau und Dennewitz; Oberer Stollen; Tiefer Stollen | Lage | 1845 (um)  |                                            |      |  |
| Gneisenau                                | Neuenkleusheim                    | Olpe             | Kupfer; konsolidiert zu Glückstern |      | 1867 (um)  |                                            |      |  |
| Gnom & Walram                            | Neuenkleusheim                    | Olpe             | konsolidiert zu Elpertshagener Vereinigung |      | 1853 (vor) |                                            |      |  |
| Göben                                    | Rehringhausen                     | Olpe             | Kupfer; Revier Olpe; sowie die Gruben Göben II und Göben III |      |            |                                            |      |  |
| Gregorszeche                             | Neuenkleusheim                    | Olpe             | Eisen, Kupfer, Blei; Rhonarder Gangzug |      | 1857 (um)  |                                            |      |  |
| Grenzstein                               | Altenkleusheim / Wenden / Schönau | Olpe             | Eisen; zu Abraham; südlich Altenkleusheim |      |            |                                            |      |  |
| Grisemert                                | Rhode                             | Olpe             | Eisen; Konsolidation |      | 1874 (um)  |                                            |      |  |
| Grünes Plätzchen                         | Saßmicke                          | Olpe             | in der Besmicke; verbrochener Stollen |      |            |                                            |      |  |
| Grünseifen                               | Rhonard                           | Olpe             | Eisen, Silber, Blei, Kupfer; Rhonarder Gangzug; 400 m von der Siedlung Rhonhard entfernt | Lage | 1668 (vor) |                                            |      |  |
| Gustav                                   | Günsen                            | Olpe             | Eisen, Kupfer; Altenbergerzug | Lage | 1845 (um)  |                                            |      |  |
| Gustavs Hoffnung                         | Hohwald                           | Olpe             | Dachschiefer |      | 1845 (um)  |                                            |      |  |
| Gute Hoffnung                            | Neuenkleusheim                    | Olpe             | Eisen; Rhonarder Gangzug; südlich von Waterloo; ca. 1853 zu Elpertshagener Vereinigung | Lage |            |                                            |      |  |
| Harmonie                                 | Olpe                              | Olpe             | Eisen, Kupfer, Schwefelkies, Blei, Zink; Stollen | Lage |            |                                            |      |  |
| Heck                                     | Altenkleusheim / Krombach         | Olpe             | Eisen; westl. von Krombach |      | 1867 (um)  |                                            |      |  |
| Heinrich                                 | Thieringshausen                   | Olpe             | Eisen; Altenbergerzug; gen Elben |      |            |                                            |      |  |
| Heinrichszeche                           | Altenkleusheim                    | Olpe             | Kupfer, Blei; Rhonarder Gangzug | Lage | 1852 (um)  |                                            |      |  |
| Helena                                   | Schneppenohl                      | Olpe             | Dachschiefer |      | 1848 (um)  |                                            |      |  |
| Hohe Rhonard                             | Altenkleusheim                    | Olpe             | Eisen, Kupfer |      |            |                                            |      |  |
| Hugo I                                   | Oberveischede                     | Olpe             | Eisen, Schwefelkies; zwischen Oberveischede und Apollmicke am Hohenhagen; Einfallen des Ganges 35 Grad gen Westen; Mächtigkeit von geschätzt 1,3 m; am 24.10.1883 erstmal Mutung unter dem Namen 'Hugo' beantragt (wurde aufgrund eines Formfehlers gelöscht); erneut Mutung am 22.12.1883 eingelegt unter dem Namen 'Hugo I'; 1885 geplanter Tiefer Aufschluss aller Hugo-Gruben über einen Stollen im Feld Hugo I; Gesamtstollenlänge 123 m; Übergang an Gewerkschaft 'Sauerland' am 26.10.1887 | Lage | 1883-10-24 | 1888                                       |      |  |
| Hugo II                                  | Oberveischede                     | Olpe             | Eisen; zwischen Oberveischede und Apollmicke am Hohenhagen in der Flur Stelzbruch westlich von Hugo I; Mutung am 20.12.1883 wiederholt; die Gangmasse bestand aus Schwerspat und Brauneisenstein mit einer Mächtigkeit von 0,62 m; Verleihung am 19.5.1885; Übergang an Gewerkschaft 'Sauerland' am 26.10.1887 |      | 1883-10-28 | 1888                                       |      |  |
| Hugo III                                 | Oberveischede                     | Olpe             | Eisen; zwischen Oberveischede und Apollmicke am Hohenhagen in der Flur Stelzbruch westlich von Hugo I; Mutung wurde am 14.1.184 gelöscht; erneute Mutung am 22.01.1884; die Gangmasse bestand aus Schwerspat, Quarz, Eisenkiesel und Brauneisenstein mit einer Mächtigkeit von 0,62 m (Fortsetzung des Ganges von Hugo I); Verleihung am 19.5.1885; Übergang an Gewerkschaft 'Sauerland' am 26.10.1887 |      | 1883-10-28 | 1888                                       |      |  |
| Hugo IV                                  | Oberveischede / Helden            | Olpe             | Eisen; zwischen Oberveischede und Apollmicke am Hohenhagen in der Flur Stelzbruch westlich von Hugo I; die Gangmasse bestand aus Schwerspat, Quarz, Eisenkiesel und Brauneisenstein mit einer Mächtigkeit von 0,62 m (Fortsetzung des Ganges von Hugo I); Verleihung am 19.5.1885; Übergang an Gewerkschaft 'Sauerland' am 26.10.1887 |      | 1883-12-03 | 1888                                       |      |  |
| Humbolt                                  | Neuenkleusheim                    | Olpe             | Eisen, Kupfer; zwei Stollen (Schwarzrotgoldstollen, Humboltstollen) | Lage | 1867 (um)  |                                            |      |  |
| Hüsinger Stolln                          | Lütringhausen                     | Olpe             | Eisen, Blei, Kupfer; Rhonarder Gangzug; zu Kons. Vereinigte Rhonard; neu verliehen am 5.10.1836 | Lage | 1816 (vor) |                                            |      |  |
| Idria                                    | Lütringhausen                     | Olpe             | Eisen, Quecksilber; Rhonarder Gangzug; zu Kons. Neue Rhonard |      |            |                                            |      |  |
| Idria II                                 | Lütringhausen                     | Olpe             | Quecksilber; Rhonarder Gangzug; zu Kons. Neue Rhonard |      |            |                                            |      |  |
| Idria III                                | Lütringhausen                     | Olpe             | Eisen |      | 1873 (um)  |                                            |      |  |
| Idria IV                                 | Lütringhausen                     | Olpe             | Eisen |      | 1873 (um)  |                                            |      |  |
| Idria V                                  | Lütringhausen                     | Olpe             | Eisen |      | 1873 (um)  |                                            |      |  |
| Inkermann                                | Neuenkleusheim                    | Olpe             | Kupfer; konsolidiert zu Glückstern |      | 1861 (um)  |                                            |      |  |
| Johannesberg                             | Thieringhausen                    | Olpe             | Eisen, Kupfer; auch Johannisberg genannt; Alter Stollen; Tiefer Stollen; Schacht | Lage | 1688 (vor) |                                            |      |  |
| Johannesberg I-III                       | Günsen                            | Olpe             | Eisen; Altenbergerzug |      | 1848 (um)  | 1870 (mind.)                               |      |  |
| Johannesglück I                          | Lütringhausen                     | Olpe             | Eisen |      | 1873 (um)  |                                            |      |  |
| Josephine                                | Lütringhausen                     | Olpe             | Eisen |      | 1873 (um)  |                                            |      |  |
| Josephine I                              | Lütringhausen                     | Olpe             | Eisen |      | 1873 (um)  |                                            |      |  |
| Josephine II                             | Lütringhausen                     | Olpe             | Eisen |      | 1873 (um)  |                                            |      |  |
| Josephine III                            | Lütringhausen                     | Olpe             | Eisen |      | 1873 (um)  |                                            |      |  |
| Junge Rhonard                            | Rhonard                           | Olpe             | Eisen, Kupfer |      | 1668 (vor) |                                            |      |  |
| Junge Zeche                              | Dahl                              | Olpe             | Eise; Stollenn |      | 1857 (um)  |                                            |      |  |
| Junges Raufhaus                          | Thieringhausen                    | Olpe             | Eisen; Altenbergerzug; westlich des Ortes |      | 1853 (um)  |                                            |      |  |
| Kleusmer Berge                           | Altenkleusheim                    | Olpe             | Eisen, Kupfer |      |            |                                            |      |  |
| Kronenthal                               | Dahl                              | Olpe             | Kupfer, Blei, Zink; auch Kronthal geschrieben; zu Vereinigte(r) Silberberg; Junkernbergerzug |      | 1867 (um)  |                                            |      |  |
| Kruberg I                                | Kruberg                           | Olpe             | Eisen, Kupfer; Schacht direkt an der Straße Neuenkleusheim-Kruberg |      | 1857-11-08 | 1865                                       |      |  |
| Kupferseifen                             | Rehringhausen                     | Olpe             | Kupfer, Silber, Blei; vor 1824 oberer Stollen, danach Anlage eines tiefen Stollens, dieser erreichte 1831 335 m Länge, 1866 beendet; Revier Olpe |      | 1824 (vor) | 1866                                       |      |  |
| Lentermicke                              | Benolpe                           | Olpe             | Blei, Kupfer, Silber; auch Ländermicke bzw. Lendermicke genannt; am Wolfshorn; 1830 und 6. Oktober 1854 neu verliehen; Stollen mit 300 m Länge; 1927 kurze Versuchsarbeiten; seit 1943 Trinkwassergewinnung |      | 1777       | 1899                                       |      |  |
| Liborius                                 | Neuenkleusheim                    | Olpe             | Eisen, Kupfer- und Schwefelkies; Benzlergang; Wasserlösung durch Liboriusstollen | Lage |            |                                            |      |  |
| Lieblichkeit                             | Schneppenohl                      | Olpe             | Dachschiefer |      | 1826 (um)  |                                            |      |  |
| Löhberg auf den Kuhlen                   | Saßmicke                          | Olpe             | [ 58 ] |      | 1801       |                                            |      |  |
| Macmaon                                  | Dahl                              | Olpe             | Eisen, Kupfer; zu Vereinigte(r) Silberberg; Junkernbergerzug |      | 1876 (um)  |                                            |      |  |
| Magdala                                  | Neuenkleusheim                    | Olpe             | Eisen |      | 1868 (um)  |                                            |      |  |
| Meidlingszeche                           | Neuenkleusheim                    | Olpe             | Eisen, Kupfer, Blei; zu Elpertshagener Vereinigung |      | 1849 (um)  |                                            |      |  |
| Marienglück                              | Rhonard                           | Olpe             | Eisen |      |            |                                            |      |  |
| Mark                                     | Neuenkleusheim                    | Olpe             | zu Elpertshagener Vereinigung | Lage |            |                                            |      |  |
| Mars                                     | Neuenkleusheim                    | Olpe             | Eisen, Kupfer; zu Elpertshagener Vereinigung |      |            |                                            |      |  |
| Mausefalle                               | Neuenkleusheim                    | Olpe             | zu Elpertshagener Vereinigung |      |            |                                            |      |  |
| Merseburg                                | Gerlingen                         | Olpe             | Schwefelkies, Kupfer, Blei; Grubenfeld |      | 1859 (um)  |                                            |      |  |
| Monika                                   | Thieringhausen                    | Olpe             | Eisen, Blie, Kupfer |      | 1860 (um)  |                                            |      |  |
| Morgenröthe                              | Olpe / Wenden                     | Olpe             | Eisen |      | 1866 (um)  |                                            |      |  |
| Mozart                                   | Thieringshausen                   | Olpe             | Eisen; Feld westl. von Thieringshausen |      | 1871 (um)  |                                            |      |  |
| Neue Brache                              | Altenkleusheim                    | Olpe             | Kupfer, Silber, Blei; Rhonarder Gangzug; zu Braache |      | 1848 (um)  |                                            |      |  |
| Neue Hoffnung                            | Rehringhausen                     | Olpe             | Schwefelkies, Stollen | Lage | 1873 (um)  |                                            |      |  |
| Neue Landeskrone II                      | Altenkleusheim / Krombach         | Müsen            | |      |            | Blei, Eisen; Fundpunkt westl. von Krombach |      |  |
| Neue Lieblichkeit                        | Schneppenohl                      | Olpe             | Dachschiefer |      | 1853 (um)  |                                            |      |  |
| Neue Meidlingszeche                      | Neuenkleusheim                    | Olpe             | Eisen; am 28.4.1834 konsolidiert mit Ravensgrube zu Neue Meidlingszeche samt Ravensgrube; später zu Elpertshagener Vereinigung |      | 1834 (vor) |                                            |      |  |
| Neue Meidlingszeche                      | Neuenkleusheim                    | Olpe             | Eisen, Blei, Kupder; Konsolidation aus Ravensgrube und Neue Meidlingszeche; später zu Elpertshagener Vereinigung |      | 1834-28-04 |                                            |      |  |
| Neue Rhonard (nicht kons.)               | Lütringhausen                     | Olpe             | Eisen, Kupfer, Schwefelkies, Blei, Quecksilber; Rhonarder Gangzug; zu Konsolidierte Neue Rhonard; Förderung Quecksilber 1864: 159 t, 1865: 269,7 t |      | 1863       | 1878                                       |      |  |
| Neue Rhonard (Kons.)                     | Lütringhausen / Stachelau         | Olpe             | Eisen, Zinnober; Rhonarder Gangzug; im Hüsinger Seifen; heute Trinkwassergewinnung; Oberer Stollen (Massmicker Stollen bzw. Kettenschachterstollen); Tiefer Stollen (Fahrstollen); 1786 - März 1795 Neuer Tiefer Stollen (Grundstollen bzw. Stachelauer Stollen, 1596,47 m lang); Förderung 1864/65: 428 t Zinnobererz | Lage | 1840er     | 1878                                       |      |  |
| Neuer Bruch                              | Neuenkleusheim                    | Olpe             | Eisen; Altenbergerzug; zu Elpertshagener Nachbar |      |            |                                            |      |  |
| Neuer Elpertshagen                       | Neuenkleusheim                    | Olpe             | Eisen |      | 1872 (um)  |                                            |      |  |
| Neuer Elpertshagen II                    | Neuenkleusheim                    | Olpe             | Eisen |      | 1872 (um)  |                                            |      |  |
| Neuer Gustav                             | Günsen                            | Olpe             | Eisen, Kupfer; zu Gustav |      |            |                                            |      |  |
| Neuer Morgenstern                        | Rehringhausen                     | Olpe             | Blei, Kupfer; Revier Olpe |      | 1857 (um)  |                                            |      |  |
| Neues Raufhaus                           | Thieringhausen                    | Olpe             | Eisen; Altenbergerzug; westl. des Ortes |      | 1860 (vor) |                                            |      |  |
| Nördlicher Ackermann                     | Neuenkleusheim                    | Olpe             | Eisen, Kupfer, Blei; Rhonarder Gangzug; südwestlich Elpertshagener Vereinigung; zu Braache |      | 1855 (um)  |                                            |      |  |
| Ohligenbruch modo Elpertshagener Nachbar | Neuenkleusheim                    | Olpe             | Eisen; Altenbergerzug; zu Elpertshagener Nachbar |      | 1856 (um)  |                                            |      |  |
| Petri                                    | Oberneger                         | Olpe             | Dachschiefer |      | 1854 (um)  |                                            |      |  |
| Pfaffenberg                              | Altenkleusheim                    | Olpe             | Eisen |      |            |                                            |      |  |
| Philippus II                             | Neuenkleusheim                    | Olpe             | Eisen; |      | 1874 (um)  |                                            |      |  |
| Preußen                                  | Neuenkleusheim                    | Olpe             | Eisen, Kupfer, Blei, Zink; Stollen | Lage | 1867 (um)  |                                            |      |  |
| Prowinkel                                | Altenkleusheim                    | Olpe             | Kupfer, Silber, Blei; Rhonarder Gangzug | Lage | 1688 (vor) |                                            |      |  |
| Quirinius                                | Stachelau                         | Olpe             | Eisen |      | 1873 (um)  |                                            |      |  |
| Rabersgrube ?                            | Altenkleusheim                    | Olpe             | |      | 1743       |                                            |      |  |
| Raufhäuserzug                            | Günsen                            | Olpe             | Eisen; Altenbergerzug |      | 1839 (um)  |                                            |      |  |
| Ravensburg                               | Neuenkleusheim                    | Olpe             | zu Elpertshagener Vereinigung |      |            |                                            |      |  |
| Ravensgrube                              | Neuenkleusheim                    | Olpe             | Eisen, Kupfer, Blei; am 28.4.1834 konsolidiert mit Neue Meidlingszeche zu Neue Meidlingszeche samt Ravensgrube; später zu Elpertshagener Vereinigung | Lage | 1834 (vor) |                                            |      |  |
| Regina                                   | Olpe                              | Olpe             | Schiefer; Stollen |      | 1847 (um)  | Lage                                       |      |  |
| Rehstand                                 | Lütringhausen                     | Olpe             | Eisen; Rhonarder Gangzug; zu Kons. Neue Rhonard |      |            |                                            |      |  |
| Reiner                                   | Saßmicke                          | Olpe             | Eisen; nördlich von Saßmicke |      | 1872 (um)  |                                            |      |  |
| Rhonard I                                | Rhonard                           | Olpe             | Zink |      | 1890 (um)  |                                            |      |  |
| Rhonard II                               | Rhonard                           | Olpe             | Zink |      |            |                                            |      |  |
| Rhonard II                               | Rhonard                           | Olpe             | Zink |      |            |                                            |      |  |
| Rhonarderzug                             | Rhonard                           | Olpe             | Kupfererz; 1818 186 m Teufe unter Stachelau | Lage | 1818 (vor) |                                            |      |  |
| Röthe                                    | Altenkleusheim                    | Olpe             | Eisen; zwischen Thieringhausen und Altenkleusheim |      | 1873 (um)  |                                            |      |  |
| Roon                                     | Günsen                            | Olpe             | Eisen |      |            |                                            |      |  |
| Rosalie                                  | Altenkleusheim                    | Olpe             | Tiefer Stollen |      |            |                                            |      |  |
| Sancta Catharina                         | Neuenkleusheim                    | Olpe             | Eisen, Kupfer, Blei; zu St. Georgius |      |            |                                            |      |  |
| Sanssouci                                | Olpe                              | Olpe             | Eisen; verliehen am 21. Oktober 1873; wohl nur Schurg | Lage | 1873-10-21 |                                            |      |  |
| Sanssouci I                              | Olpe                              | Olpe             | Eisen; verliehen am 21. Oktober 1873; wohl nur Schurg | Lage | 1873-10-21 |                                            |      |  |
| Sanssouci II                             | Olpe                              | Olpe             | Eisen; verliehen am 21. Oktober 1873; wohl nur Schurg | Lage | 1873-10-21 |                                            |      |  |
| Saturn                                   | Hohwald                           | Olpe             | Eisen |      | 1848 (um)  |                                            |      |  |
| Schnabelszeche                           | Neuenkleusheim                    | Olpe             | Eisen; Rhonarder Gangzug | Lage | 1861 (um)  |                                            |      |  |
| Schöner Apollo                           | Neuenkleusheim                    | Olpe             | Eisen, Kupfer; Stollen | Lage | 1857 (um)  |                                            |      |  |
| Schutzengel                              | Rehringhausen                     | Olpe             | Eisen |      | 1857 (um)  |                                            |      |  |
| Seidenhoffnung                           | Neuenkleusheim                    | Olpe             | Eisen, Kupfer, Blei; Rhonarder Gangzug | Lage | 1867 (um)  |                                            |      |  |
| Silberberg                               | Dahl                              | Olpe             | Blei, Kupfer; zu Vereinigte(r) Silberberg; Junkernbergerzug |      | 1868 (um)  |                                            |      |  |
| Silberberg II                            | Dahl                              | Olpe             | Eisen; zu Vereinigte(r) Silberberg; Junkernbergerzug |      | 1869 (um)  |                                            |      |  |
| Silbersegen                              | Hünsborn                          | Olpe             | Brauneisen; Abbau auf dem Vahlbergerzug; bis 1890 wenig erfolgreich | Lage | 1870 (um)  |                                            |      |  |
| Solcrates                                | Neuenkleusheim                    | Olpe             | Eisen; Altenbergerzug; zu Elpertshagener Nachbar |      |            |                                            |      |  |
| St. Anna                                 | Olpe                              | Olpe             | Eisen; Stollen; vermutlich verschüttet | Lage | 1861 (um)  |                                            |      |  |
| St. Georgius                             | Neuenkleusheim                    | Olpe             | Eisen, Kupfer, Blei; später auch Schwerspat; Benzlergang; ab 1874 Tiefbau bis 115 m Teufe, zuvor Stollenbetrieb | Lage | 1856 (um)  | 1889                                       |      |  |
| St. Helena                               | Rüblinghausen                     | Olpe             | Eisen; südwestl. von Olpe am Bratskopf |      | 1850       |                                            |      |  |
| St. Johannes                             | Günsen / Thierungshausen          | Olpe             | Eisen; Altenbergerzug | Lage | 1846 (um)  |                                            |      |  |
| St. Rochus                               | Olpe                              | Olpe             | Eisen |      | 1857 (um)  |                                            |      |  |
| Stollen                                  | Thierungshausen                   | Olpe             | unbekannter Stollen mit relativ großer Stollenhalde | Lage |            |                                            |      |  |
| Stern                                    | Neuenkleusheim                    | Olpe             | Eisen; Altenbergerzug; zu Elpertshagener Nachbar |      |            |                                            |      |  |
| Straßburg                                | Rhonard                           | Olpe             | Eisen, Kupfer, Blei; Grubenfeld; zu Taunus |      |            |                                            |      |  |
| Stübelhagen                              | Altenkleusheim                    | Olpe             | Eisen, Blei; zu Erdmann |      |            |                                            |      |  |
| Taunus                                   | Rhonard                           | Olpe             | Eisen, Kupfer, Zink, Blei; Oberer Stollen; Tiefer Stollen; Konsolidation aus Taunus, Taunus II, Straßburg, Victoria und Naße Brüder; Victoriaschacht; Feldbergschacht; Rhonarder Gangzug; Abbau 1871–1894 und 1911–1913 | Lage | 1871       | 1890                                       |      |  |
| Taunus II                                | Rhonard                           | Olpe             | Zink; Grubenfeld; zu Taunus |      | 1873 (um)  |                                            |      |  |
| Teuto                                    | Saßmicke                          | Olpe             | Eisen |      | 1857 (um)  |                                            |      |  |
| Thekla                                   | Olpe ?                            | Olpe             | Brauneisen und Manganerze |      |            |                                            |      |  |
| Toni                                     | Kruberg                           | Olpe             | Blei |      |            |                                            |      |  |
| Toni VII                                 | Kruberg                           | Olpe             | Kupfer, Blei |      |            |                                            |      |  |
| Tubalkain                                | Rüblinghausen / Drolshagen        | Olpe             | Eisen, Kupfer, Schwefelkies, Blei, Zink; westl. von Rüblinghausen am Bratskopf; Stollen; Neuer Stollen | Lage | 1856       |                                            |      |  |
| Tubalkain II                             | Rüblinghausen                     | Olpe             | Eisen, Kupfer |      | 1858 (um)  |                                            |      |  |
| Union                                    | Neuenkleusheim                    | Olpe             | Eisen; Konsolidation; sehr großes Grubenfeld |      | 1873 (um)  |                                            |      |  |
| Unverhofftes Glück                       | Saßmicke                          | Olpe             | Eisen, Schwefelkies; heute Trinkwassergewinnung |      | 1857-05-25 | 1860 (mind.)                               |      |  |
| Vereinigte Rhonard                       | Rhonard                           | Olpe             | Eisen, Kupfer, Nickelerze, Quecksilber, Zinnober, Blei; Rhonarder Gangzug; zwei Stollen; sehr alter Betrieb, reicht bis in die Zeit von Kurfürst Ernst von Sachsen zurück, Grubenaufstand vor 1614, zweite Betriebsaufnahme ab 1614, vor 1684 in das Freie gefallen, danach dem Reichsfreiherren Jobst Edmund von Brabeck überlassen, diese Familie betreibt die Grube bis 1804, sowie von 1807 bis 1809, von 1805 bis 1807 an Herrn Weber (Stachelauer Hütte) verpachtet, 1809 an denselben verkauft, die Gangmittel waren bald erschöpft, es wurden nur noch die reichen Halden nachgelesen, vor 1828 in das freie gefallen, danach Neuverleihung an Schichtmeister Wilhelm Weingarten; bereits im 18. Jahrhundert wurde Tiefbau betrieben, entwässert wurde mittels zweier Wasserkünste; Grubenbaue: Oberer Stollen mit 418 m Länge, Tiefer Stollen ab 1786 (bis 1795 getrieben), in einem östlich der Stachelauer Hütte gelegenen Seitental beginnt und eine Länge von 1594 m aufweist (mit 10 Lichtlöchern und 22 Gegenörtern), die Verbindung zum Hauptgang erfolgte 1795, Förderschacht mit 205 m Teufe (nicht direkt, sondern in 6 unterschiedlichen Absätzen), Kettenschacht und Nassebrüderschacht, Kunstschacht mit 176 m Teufe; 1821 an Neue Rhonard | Lage | 15. Jh.    | 1899                                       |      |  |
| Vereinigte Wilhelmine                    | Thieringhausen                    | Olpe             | Eisen, Kupfer; Konsolidation; Altenbergerzug | Lage | 1845 (vor) |                                            |      |  |
| Vereinigte(r) Silberberg                 | Dahl                              | Olpe             | Eisen, Kupfer, Blei, Zink; konsolidiert aus den Grubenfeldern Algier, Macmaon, Fortuna (I, II), Kronenthal, Silberberg (I, II), Kromberg ? | Lage | 1869 ?     | 1876                                       |      |  |
| Vereinigung                              | Thieringhausen                    | Olpe             | Eisen, Kupfer; Altenbergerzug |      | 1867 (um)  |                                            |      |  |
| Victoria                                 | Rhonard                           | Olpe             | Eisen, Kupfer, Blei; Grubenfeld; zu Taunus |      |            |                                            |      |  |
| Vogel von Falkenstein                    | Altenkleusheim                    | Olpe             | Eisen, Kupfer, Blei; Rhonarder Gangzug; wohl nur Schurf | Lage | 1867 (vor) |                                            |      |  |
| Vulkan                                   | Neuenkleusheim                    | Olpe             | Eisen, Kupfer, Blei; zu Elpertshagener Vereinigung |      |            |                                            |      |  |
| Waldgeist                                | Neuenkleusheim                    | Olpe             | Eisen; Konsolidation |      | 1873 (um)  |                                            |      |  |
| Waldschlade                              | Saßmicke                          | Olpe             | Eisen; |      |            |                                            |      |  |
| Wassermann                               | Altenkleusheim                    | Olpe             | Eisen; östl. von Erdmann; zu Ermann |      | 1867 (vor) |                                            |      |  |
| Waterloo                                 | Neuenkleusheim                    | Olpe             | Eisen, Kupfer; Rhonarder Gangzug | Lage | 1860 (um)  |                                            |      |  |
| Wellington                               | Neuenkleusheim / Rahrbach         | Olpe             | Kupfer; Revier Olpe |      | 1866 (um)  |                                            |      |  |
| Werne                                    | Thieringhausen                    | Olpe             | Eisen; zwischen Thieringhausen und Altenkleusheim |      | 1873 (um)  |                                            |      |  |
| Werne I                                  | Thieringhausen                    | Olpe             | Eisen |      | 1873 (um)  |                                            |      |  |
| Werne II                                 | Altenkleusheim                    | Olpe             | Eisen; zwischen Thieringhausen und Altenkleusheim |      | 1873 (um)  |                                            |      |  |
| Westl. Fortmaßen                         | Thieringhausen                    | Olpe             | zu Vereinigte Wilhelmine |      | 1845 (vor) |                                            |      |  |
| Wilhelmine                               | Thieringhausen                    | Olpe             | Eisen; zu Vereinigte Wilhelmine |      | 1845 (vor) |                                            |      |  |
| Wolfschlade                              | Saßmicke                          | Olpe             | Eisen; nordöstlich von Saßmicke |      | 1859 (um)  |                                            |      |  |
| Zänker                                   | Altenkleusheim                    | Olpe             | Kupfer; Gegentrumm der Rhonard |      | 1599       | 1794 (mind.)                               |      |  |
| Zender                                   | Rhonard                           | Olpe             | Eisen, Kupfer |      |            |                                            |      |  |
| Zeppenfeld                               | Benolpe                           | Olpe             | Eisen, Blei, Kupfer; am Wolfshorn in der Nähe von Ländermicke; verliehen am 19. Oktober 1848 |      | 1848-04-17 | 1919                                       |      |  |
| Zeus                                     | Saßmicke                          | Olpe             | Eisen |      | 1867 (um)  |                                            |      |  |
| Zufriedenheit                            | Rhonard                           | Olpe             | Eisen, Kupfer; zu Vereinigte Rhonard |      |            |                                            |      |  |

### Wenden
| Name                                            | Ortsteil                                        | Bergrevier | Anmerkungen | Lage       | Beginn          | Ende         | Bild                                                    |
| ----------------------------------------------- | ----------------------------------------------- | ---------- | --- | ---------- | --------------- | ------------ | ------------------------------------------------------- |
| Abendstern                                      | Elben                                           | Olpe       | Eisen; am Elberscheid |            | 18676 (um)      |              |                                                         |
| Albertine                                       | Schönau                                         | Olpe       | Blei, Kupfer |            | 1884 (um)       |              |                                                         |
| Albertine II                                    | Schönau                                         | Olpe       | Blei, Kupfer |            | 1884 (um)       |              |                                                         |
| Alte Wilsmicke                                  | Elben                                           | Olpe       | Eisen, Kupfer; Altenbergerzug; 1859 zu Wilsmicker Gesellschaft; verliehen 1856-01-09 |            | 1663 (vor)      |              |                                                         |
| Altenberg                                       | Elben                                           | Olpe       | Eisen, später auch Blei, Silber; Neuverleihung am 1826-10-14; Neumuthung am 1838-03-06; Neuverleihung am 1839-07-02 Altenbergerzug; Wiederaufnahme Betrieb 1873, neuer Maschinenschacht mit Tiefbausohlen bei 56 m und 84 m Teufe; 1940 104 m Teufe | Lage       | 1780-02-22      | 1941-04-03   |                                                         |
| Amalia                                          | Ottfingen                                       | Olpe       | Brauneisen; Schacht; Abbau auf dem Vahlbergerzug; bis 1890 wenig erfolgreich | Lage       | 1857 (um)       | 1890         |                                                         |
| Amor                                            | Kleusheim                                       | Olpe       | Eisen |            | 1867 (um)       |              |                                                         |
| Angelica                                        | Büchen                                          | Olpe       | Eisen |            | 1859 (um)       |              |                                                         |
| Antonius                                        | Brün                                            | Olpe       | Eisen, Kupfer |            |                 |              |                                                         |
| Arnold I                                        | Altenhof                                        | Olpe       | Eisen |            | 1858 (um)       |              |                                                         |
| Baptistenzeche                                  | Elben                                           | Olpe       | Eisen, Kupfer; Altenbergerzug; auch unter Meuisers Stahlspaltgrube, Grube Paptistenzeche und Baptistengrube bekannt; Wasserlösungsstollen und Wasserkunst; Neuverleihung 1803-09-17; bedeutender Betrieb in den Jahrhunderten vor 1890; in den 1860er und 1870er Jahren erneute Versuche, diese blieben erfolglos;(332 m nördl. von Vereinigter Molitor); 1922 zu Altenberg | Lage       | 17. Jh.         |              |                                                         |
| Bartholomäus                                    | Möllmicke                                       | Olpe       | Eisen, Kupfer, Blei; Abbau auf dem Junkernbergerzug; 1857 verliehen, Oberer Stollen; Tiefer Stollen; Maschinenschacht | Lage       | 1857            |              |                                                         |
| Berzelius                                       | Wenden                                          | Olpe       | Eisen |            | 1871 (um)       |              |                                                         |
| Bonin                                           | Elben                                           | Olpe       | Blei |            |                 |              |                                                         |
| Buchhagen                                       | Wenden                                          | Olpe       | Eisen; Konsolidation |            | 1873 (um)       |              |                                                         |
| Bunsen                                          | Gerlingen / Möllmicke / Wenden                  | Olpe       | Eisen |            | 1871 (um)       |              |                                                         |
| Burmeister                                      | Wenden                                          | Olpe       | Eisen, Kupfer; Stollen | Lage       | 1866 (um)       |              |                                                         |
| Camilla                                         | Vahlberg / Brün                                 | Olpe       | Eisen; Abbau auf dem Vahlbergerzug; bis 1890 wenig erfolgreich | Lage       |                 | 1890         |                                                         |
| Carlsgrube                                      | Elben                                           | Olpe       | Eisen, Kupfer;Altenbergerzug | Lage       |                 |              |                                                         |
| Caroline                                        | Elben                                           | Olpe       | Eisen, Kupfer; Altenbergerzug; überdeckt Neue Wilsmicke und Untere Wilsmicke |            |                 |              |                                                         |
| Carolus                                         | Elben                                           | Olpe       | Eisen, Mangan; Überschendiung mit Reinoldszeche |            | 1842-12-15      |              |                                                         |
| Carlsglück                                      | Römershagen                                     | Olpe       | Eisen |            | 1866 (um)       |              |                                                         |
| Carlsgrube                                      | Elben                                           | Olpe       | Eisen, Kupfer |            | 1860 (um)       |              |                                                         |
| Caroline                                        | Elben                                           | Olpe       | Eisen, Kupfer |            | 1857 (um)       |              |                                                         |
| Carolus                                         | Elben                                           | Olpe       | Eisen |            | 1845 (um)       |              |                                                         |
| Celsus                                          | Elben                                           | Olpe       | Eisen |            | 1871 (um)       |              |                                                         |
| Christian                                       | Gerlingen                                       | Olpe       | Eisen |            | 1858 (um)       |              |                                                         |
| Coeln                                           | Elben                                           | Olpe       | Eisen; direkt bei Elben |            | 1870 (um)       |              |                                                         |
| Cölnerland                                      | Rhonard                                         | Olpe       | Eisen, Quecksilber |            | 1866 (um)       |              |                                                         |
| Cuvier                                          | Wenden                                          | Olpe       | Blei, Kupfer, Eisen |            | 1871 (um)       |              |                                                         |
| Davy                                            | Wenden                                          | Olpe       | Blei, Kupfer, Eisen |            | 1871 (um)       |              |                                                         |
| Diodorus                                        | Wenden                                          | Olpe       | Eisen |            | 1872 (um)       |              |                                                         |
| Döllinger                                       | Wenden                                          | Olpe       | Eisen |            | 1872 (um)       |              |                                                         |
| Döllinger II                                    | Wenden                                          | Olpe       | Eisen |            | 1872 (um)       |              |                                                         |
| Döllinger III                                   | Wenden                                          | Olpe       | Eisen |            | 1872 (um)       |              |                                                         |
| Döllinger IV                                    | Gerlingen                                       | Olpe       | Eisen, Platin ?; evtl. Burmeister genannt |            | 1872 (um)       | 1914         |                                                         |
| Einfahrung                                      | Wenden / Hünsborn                               | Olpe       | Eisen |            | 1870 (um)       |              |                                                         |
| Einfahrung II                                   | Wenden / Hünsborn                               | Olpe       | Eisen |            | 1870 (um)       |              |                                                         |
| Einsicht                                        | Elben                                           | Olpe       | Eisen; Altenbergerzug; 1922 zu Altenberg |            | 1870 (um)       |              |                                                         |
| Emil                                            | Gerlingen                                       | Olpe       | Eisen |            | 1873 (um)       |              |                                                         |
| Emil I                                          | Gerlingen                                       | Olpe       | Eisen |            | 1872 (um)       |              |                                                         |
| Ernst II                                        | Elben                                           | Olpe       | Eisen |            |                 |              |                                                         |
| Ernst III                                       | Elben                                           | Olpe       | Eisen |            | 1867 (um)       |              |                                                         |
| Felix                                           | Elben                                           | Olpe       | Blei, Eisen |            | 1866 (um)       |              |                                                         |
| Ferdinando                                      | Schönau                                         | Olpe       | Eisen; Kupfer, Blei |            | 1859 (um)       |              |                                                         |
| Fortuna                                         | Wenden                                          | Olpe       | Eisen; Konsolidation |            | 1857 (um)       |              |                                                         |
| Friede                                          | Elben                                           | Olpe       | Eisen; Altenbergerzug; ursprünglich als Revolution gemutet; kein Betrieb; 1922 zu Altenberg |            | 1858-01-24      |              |                                                         |
| Friedrich Wilhelm                               | Möllmicke                                       | Olpe       | Eisen; Junkernbergerzug; bis 1890 nicht aufgeschlossen | Lage       | 1858 (um)       |              |                                                         |
| Friedrichsglück                                 | Römershagen                                     | Olpe       | Eisen |            | 1874 (um)       |              |                                                         |
| Garibaldi                                       | Elben                                           | Olpe       | Eisen |            | 1862 (um)       |              |                                                         |
| Gaus                                            | Wenden                                          | Olpe       | Eisen |            | 1872 (um)       |              |                                                         |
| Geduld                                          | Römershagen                                     | Olpe       | Eisen, Blei, Zink |            | 1868 (um)       |              |                                                         |
| General                                         | Römershagen / Hünsborn / Iseringhausen / Husten | Olpe       | Eisen; Konsolidation |            | 1874 (um)       |              |                                                         |
| Glaskopf                                        | Elben                                           | Olpe       | Eisen; Altenbergerzug; kein Betrieb; Stollen |            | 1854            |              |                                                         |
| Gloria                                          | Römershagen / Wiehl                             | Olpe       | Eisen |            | 1869 (um)       |              |                                                         |
| Glück auf                                       | Elben                                           | Olpe       | Eisen |            | 1857 (um)       |              |                                                         |
| Glückauf III                                    | Möllmicke                                       | Olpe       | Eisen, Kupfer, Blei; zu Junkernberg |            | 1858 (um)       |              |                                                         |
| Goldkorn                                        | Hillmicke / Gerlingen                           | Olpe       | Eisen |            |                 |              |                                                         |
| Goldkrone                                       | Hünsborn / Wenden                               | Olpe       | Eisen |            | 1869 (um)       |              |                                                         |
| Grauwackenkönig                                 | Römershagen                                     | Olpe       | Blei |            | 1868 (um)       |              |                                                         |
| Großmuth                                        | Möllmicke                                       | Olpe       | Eisen, Kupfer |            |                 |              |                                                         |
| Hamlet                                          | Elben                                           | Olpe       | Blei | Lage       |                 |              |                                                         |
| Hauptlöh                                        | Rothemühle                                      | Olpe       | Brauneisen, Kupfer, Mangan, Blei; 1875 Konsolidation mit Hauptlöh zu Vahlbergerzug; 3 Stollen, tiefster liegt im Ottfingertal (Teufe 60 m), Länge größer 400 m; ab 1869 abteufen eines Maschinenschachts, der 1872 eine Teufe von 27 m unterhalb der Stollensohle erreichte                                                                                                 | Lage       | 1790 (vor)      | 1921         |                                                         |
| Heinrich                                        | Elben                                           | Olpe       | Eisen; Altenbergerzug |            | 1857 (um)       |              |                                                         |
| Heinsberg                                       | Wenden                                          | Olpe       | Eisen |            | 1874 (um)       |              |                                                         |
| Helenengrube                                    | Girkhausen                                      | Olpe       | [ 1 ] |            | 1781            |              |                                                         |
| Hermine                                         | Elben                                           | Olpe       | Eisen | Lage       | 1858-01-20      |              |                                                         |
| Hermine I                                       | Elben                                           | Olpe       | Eisen; Feld überdeckt Molitor II & III, Ernst III, Christian, Stollen mit 22 m Länge; 1899 nochmals Stollen repariert |            | 1866-11-30      | 1868         |                                                         |
| Hermine II                                      | Schönau / Bockenbach                            | Olpe       | Eisen |            | 1873 (um)       |              |                                                         |
| Herodot                                         | Wenden                                          | Olpe       | Eisen |            | 1872 (um)       |              |                                                         |
| Hoffnungsstern                                  | Hünsborn / Büschergrund                         | Olpe       | Blei, Kupfer |            | 1881 (um)       |              |                                                         |
| Hunneborn                                       | Hünsborn / Büschergrund                         | Olpe       | Eisen, Blei, Kupfer |            | 1909 (um)       |              |                                                         |
| Hohe Heide                                      | Wenden                                          | Olpe       | in der Wollbicke |            | 1855 (vor)      |              |                                                         |
| Hoheit                                          | Möllmicke                                       | Olpe       | Eisen; zu Junkernberg; Stollen | Lage       |                 |              |                                                         |
| Johanna                                         | Scheiderwald                                    | Olpe       | Eisen, Kupfer |            |                 |              |                                                         |
| Johannesglück                                   | Hünsborn / Bühl                                 | Olpe       | Schwefelkies, Blei, Kupfer, Zink |            | 1866 (um)       |              |                                                         |
| Johanni                                         | Möllmicke                                       | Olpe       | Eisen, Blei, Kupfer; Junkernbergerzug; bis 1890 nicht aufgeschlossen; Pingenzug; Konsolidation | Lage       | 1857 (um)       |              |                                                         |
| Josephsgrube                                    | Wenden                                          | Olpe       | [ 1 ] |            | 1781            |              |                                                         |
| Josias                                          | Elben                                           | Olpe       | Eisen |            | 1830            | 1840         |                                                         |
| Julchen                                         | Elben                                           | Olpe       | Mangan; südlich Mina |            | 1915 (um)       |              |                                                         |
| Junge Loeh                                      | Hünsborn                                        | Olpe       | Eisen |            | 1869 (um)       |              |                                                         |
| Junger Napoleon                                 | Möllmicke                                       | Olpe       | Spateisen; Junkernbergerzug; bis 1890 nicht aufgeschlossen | Lage       | 1856 (um)       |              |                                                         |
| Junges Löh                                      | Rothemühle                                      | Olpe       | Brauneisen; Abbau auf dem Vahlbergerzug; bis 1890 wenig erfolgreich |            |                 |              |                                                         |
| Junkernberg                                     | Möllmicke                                       | Olpe       | Eisen, Kupfer, Blei (geringe Mengen); Konsolidation; Abbau auf dem Junkernbergerzug; 1840 gestartet, wiederholte Unterbrechungen; Oberer Stollen;durchgängiger Abbau erst ab 1853, in diesem Jahr beginnt der Bau des 656 m langen Euphrosinen Erbstollen in 35,5 m Teufe, der 1859 zum Maschinenschacht durchschlägig wird                                                 | Lage       | 1840            | 1886         |                                                         |
| Junkernberg II                                  | Wenden / Hünsborn                               | Olpe       | Eisenref name="la_nrw"/> |            | 1870 (um)       |              |                                                         |
| Junkernberg III                                 | Wenden / Hünsborn                               | Olpe       | Eisenref name="la_nrw"/> |            | 1870 (um)       |              |                                                         |
| Junkernberg Fortsetzung                         | Möllmicke                                       | Olpe       | Eisen, Kupfer; zu Junkernberg |            |                 |              |                                                         |
| Junkernberg westliche Fortmassen                | Möllmicke                                       | Olpe       | Eisen, Kupfer; zu Junkernberg | Lage       |                 |              |                                                         |
| Kaiser Wilhelm                                  | Römershagen                                     | Olpe       | Blei, Kupfer<name="la_nrw"/> |            | 1939 (um)       |              |                                                         |
| Kaiserkrone                                     | Römershagen                                     | Olpe       | Eisen<name="la_nrw"/> |            | 1858 (um)       |              |                                                         |
| Kampus                                          | Büchen                                          | Olpe       | Eisen<name="la_nrw"/> |            | 1857 (um)       |              |                                                         |
| Keppler                                         | Wenden                                          | Olpe       | Eisen<name="la_nrw"/> |            | 1872 (um)       |              |                                                         |
| Kirschbaum I                                    | Wenden                                          | Olpe       | Eisen<name="la_nrw"/> |            | 1873 (um)       |              |                                                         |
| Kleinmuth                                       | Möllmicke                                       | Olpe       | Eisen<name="la_nrw"/> |            | 1866 (um)       |              |                                                         |
| Kreuzberg                                       | Elben / Dahl                                    | Olpe       | Eisen, Kupfer, Blei; Altenbergerzug<name="la_nrw"/> | Lage       | 1856 (um)       |              |                                                         |
| Königszug                                       | Möllmicke                                       | Olpe       | Eisen, Kupfer?; zu Junkernberg |            |                 |              |                                                         |
| Lina                                            | Huppen                                          | Olpe       | Brauneisen; Junkernberzug<name="la_nrw"/> | Lage       | 1857 (um)       |              |                                                         |
| Malakoff                                        | Möllmicke                                       | Olpe       | Spateisen; Junkernbergerzug; bis 1890 nicht aufgeschlossen<name="la_nrw"/> |            | 1856 (um)       |              |                                                         |
| Maria                                           | Brün                                            | Olpe       | Eisen |            | 1856 (um)       |              |                                                         |
| Maria Elisabeth                                 | Elben                                           | Olpe       | Eisen |            | 1866 (um)       |              |                                                         |
| Marshall Vorwärts                               | Römershagen                                     | Olpe       | Eisen |            | 1868 (um)       |              |                                                         |
| Martin II                                       | Römershagen                                     | Olpe       | Eisen |            | 1872 (um)       |              |                                                         |
| Melosina                                        | Elben                                           | Olpe       | 150 m unterhalb des alten Wilsmicker Stollen |            | 1945 (nach)     |              |                                                         |
| Merseburg                                       | Gerlingen                                       | Olpe       | Blei, Kupfer, Schwefelkies |            |                 |              |                                                         |
| Mina                                            | Elben                                           | Olpe       | Eisen, Kupfer; Altenbergerzug; bis 1890 wenig Betrieb; 1922 zu Altenberg |            | 1858 (um)       |              |                                                         |
| Mittlere Sange                                  | Elben                                           | Olpe       | Eisen; Altenbergerzug; bis 1890 wenig Betrieb | Lage       | 1845            | 1925-02-19   |                                                         |
| Molitorzeche                                    | Elben                                           | Olpe       | Eisen; Altenbergerzug; 1750 tiefer Grundstollen angelegt Lage; Neumuthung 1800-09-1; Neuverleihung 1803-09-17; Erneute Verleihung als Neuer Molitor am 8. Juli 1828; zu Vereinigter Molitor; 1922 zu Altenberg |            | 1747-12-30      |              | Grundstollen der Molitorzeche bei Elben (Wenden) in NRW |
| Molitor II                                      | Elben                                           | Olpe       | Blei, Zink |            |                 |              |                                                         |
| Molitor III                                     | Elben                                           | Olpe       | Eisen; zu Vereinigter Molitor; 1922 zu Altenberg |            | 1864 (um)       |              |                                                         |
| Molitor IV                                      | Elben                                           | Olpe       | Eisen; 1922 zu Altenberg |            | 1865 (um)       |              |                                                         |
| Molitor V                                       | Elben                                           | Olpe       | Blei, Zink; Feld überdeckt Olpe; 1922 zu Altenberg |            | 1865 (um)       |              |                                                         |
| Müser                                           | Hünsborn                                        | Olpe       | Eisen | Lage       | 1864 (um)       |              |                                                         |
| Nachtigall                                      | Wenden / Hünsborn                               | Olpe       | Eisen |            | 1874 (um)       |              |                                                         |
| Nero                                            | Elben                                           | Olpe       | Eisen, Blei; Konsolidation; bei Elben |            | 1874 (um)       |              |                                                         |
| Neptun                                          | Hillmicke                                       | Olpe       | Eisen, Blei, Kupfer |            | 1856 (um)       |              |                                                         |
| Neue Wilsmicke                                  | Elben                                           | Olpe       | Eisen, Kupfer; Altenbergerzug; 1859 zu Wilsmicker Gesellschaft | Lage       | 1856-06-23      |              |                                                         |
| Neuer Eisengarten                               | Gerlingen                                       | Olpe       | Eisen |            | 1857 (um)       |              |                                                         |
| Neuer Josias                                    | Elben                                           | Olpe       | Eisen, Kupfer; Altenbergerzug; 1859 zu Wilsmicker Gesellschaft | Lage       | 1847-07-20      |              |                                                         |
| Neuer Königszug                                 | Möllmicke                                       | Olpe       | Blei; zu Junkernberg |            |                 |              |                                                         |
| Neufundländer                                   | Wenden                                          | Olpe       | Eisen, Kupfer; Junkernbergerzug; bis 1890 nicht aufgeschlossen | Lage       | 1857 (um)       |              |                                                         |
| Neuglück                                        | Elben                                           | Olpe       | Eisen; Altenbergerzug; nördlich von Sange; nö von Reinoldszeche; 1 Stollen mit Gesenk; kein Abbau (nur Aufschluss) | Lage       | 1856            |              |                                                         |
| Neumann                                         | Römershagen                                     | Olpe       | Eisen |            | 1858 (um)       |              |                                                         |
| Nordschein                                      | Huppen                                          | Olpe       | Eisen |            | 1857 (um)       |              |                                                         |
| Obere Sange                                     | Elben                                           | Olpe       | Eisen; Altenbergerzug; bis 1890 wenig Betrieb | Lage       | 1803            | 1862 (mind.) |                                                         |
| Obere Wilsmicke                                 | Elben                                           | Olpe       | Eisen, Kupfer; Altenbergerzug; 1859 zu Wilsmicker Gesellschaft |            | 1847-11-10      |              |                                                         |
| Oberon                                          | Römershagen                                     | Olpe       | Eisen |            | 1873 (um)       |              |                                                         |
| Oberstes Glück                                  | Elben                                           | Olpe       | Eisen; Altenbergerzug; westlich von sonne; östlich von Mina; kein Abbau (nur Aufschluss) | Lage       | 1857 (um)       |              |                                                         |
| Olpe                                            | Elben / Dahl                                    | Olpe       | Eisen, Kupfer; Feld überdeckt Molitor IV; 1922 zu Altenberg |            | 1858 (um)       |              |                                                         |
| Oelberg                                         | Elben                                           | Olpe       | Eisen, Blei, Kupfer; Stollen; unterhalb der ehemaligen Gaststätte „Waldesruh“ | Lage       | 1861 (um)       |              |                                                         |
| Oelgarten                                       | Elben                                           | Olpe       | Blei, Kupfer, Zink; östl. von Elben |            | 1866 (um)       |              |                                                         |
| Orion                                           | Hillmicke                                       | Olpe       | Eisen, Blei, Kupfer |            | 1856 (um)       |              |                                                         |
| Ottilia                                         | Elben                                           | Olpe       | Eisen, geringe Mengen Kupferkies und Bleierze; verliehen auf Eisen und Kuper; Altenbergerzu; kein Betrieb |            | 1856-07-29      |              |                                                         |
| Paracelsus                                      | Elben                                           | Olpe       | Eisen |            | 1872 (um)       |              |                                                         |
| Pascha                                          | Wenden                                          | Olpe       | Eisen |            | 1857 (um)       |              |                                                         |
| Petersburg                                      | Wenden                                          | Olpe       | Eisen, Blei, Kupfer; Stollen | Lage       | 1860 (um)       |              |                                                         |
| Plinius                                         | Elben                                           | Olpe       | Eisen |            | 1871            |              |                                                         |
| Prinz Regent                                    | Möllmicke                                       | Olpe       | Eisen, Kupfer |            | 1860 (um)       |              |                                                         |
| Reichthum                                       | Hillmicke                                       | Olpe       | Kupfer; Vahlberger Zug; ehemals Grube Crombach; Konsolidation |            | 1857            |              |                                                         |
| Reinoldszeche                                   | Elben                                           | Olpe       | Eisen, Blei, Kupfer; Altenbergerzug; wohl identisch mit tiefer Stollen von Mittlere Sange; bis 1890 wenig Betrieb; Feld überdeckt mittlere und obere Sange, sowie teilw. Ottilie, Glaskopf und Friede |            | 1859 (um)       | 1914         |                                                         |
| Romanseck                                       | Huppen                                          | Olpe       | Eisen; Junkernberzug; 1857 neu verliehen, 1872 Betriebsbeginn, insbesondere Aufwältigung der alten Grubenbaue und des 360 m langen Stollens, 1873 Betriebsende, da nicht; Konsolidation | Lage       | 1857 (um)       | 1873         |                                                         |
| Rotheborn                                       | Römershagen / Rotheborn                         | Olpe       | Eisen |            | 1874 (um)       |              |                                                         |
| Rothewald                                       | Rothemühle                                      | Olpe       | Eisen |            | 1874 (um)       |              |                                                         |
| Rueb                                            | Ottfingen                                       | Olpe       | Eisen |            | 1861 (um)       |              |                                                         |
| Rübezahl                                        | Büchen                                          | Olpe       | Eisen |            | 1857 (um)       |              |                                                         |
| Pascha                                          | Wenden                                          | Olpe       | Spateisen; Junkernbergerzug; bis 1890 nicht aufgeschlossen | Lage       |                 |              |                                                         |
| Petersburg                                      | Wenden                                          | Olpe       | Spateisen; Junkernbergerzug; bis 1890 nicht aufgeschlossen | Lage       |                 |              |                                                         |
| Prinz Regent                                    | Wenden ?                                        | Olpe       | Spateisen; Junkernbergerzug; bis 1890 nicht aufgeschlossen |            |                 |              |                                                         |
| Schildergasse                                   | Altenhof / Girkhausen?                          | Olpe       | Blei, Kupfer, Zink |            | 1858 (um)       |              |                                                         |
| Schmidtseifen                                   | Möllmicke                                       | Olpe       | Eisen, Kupfer, geringe Mengen Bleiglanz; Abbau auf dem Junkernbergerzug | Lage       | 1734            |              |                                                         |
| Schöneberg                                      | Römershagen                                     | Olpe       | Eisen |            | 1869 (um)       |              |                                                         |
| Sebastopol                                      | Römershagen                                     | Olpe       | Blei, Kupfer |            | 1869 (um)       |              |                                                         |
| Secci                                           | Gerlingen / Wenden                              | Olpe       | Eisen |            | 1871 (um)       |              |                                                         |
| Storch                                          | Altenhof / Hünsborn                             | Olpe       | Eisen |            | 1858 (um)       |              |                                                         |
| Strabo                                          | Elben                                           | Olpe       | Eisen |            | 1872 (um)       |              |                                                         |
| Sonne                                           | Elben / Olpe                                    | Olpe       | Eisen; Altenbergerzug |            | 1867 (um)       |              |                                                         |
| Stollen Schlegelsberg                           | Wenden                                          | Olpe       | Platin; vormals Stollen Burmester; heute Schaubergwerk |            | 20. Jh.         |              |                                                         |
| Untere Wilsmicke                                | Elben                                           | Olpe       | Eisen, Kupfer; Altenbergerzug; 1826 zu Altenberg; 1848-07-22 neuverliehen; 1859 zu Wilsmicker Gesellschaft | Lage       |                 | 1828-01-16   |                                                         |
| Umsicht                                         | Elben                                           | Olpe       | Eisen, Blei; Altenbergerzug; 1922 zu Altenberg |            | 1870 (um)       |              |                                                         |
| Unionstollen                                    | Elben                                           | Olpe       | Wasserlösungsstollen ein paar Meter abwärts des tiefen Altenberger Stollen im Elbetal |            |                 |              |                                                         |
| Vahlberg                                        | Vahlberg                                        | Olpe       | Eisen, Kupfer; 1875 Konsolidation mit Hauptlöh zu Vahlberger Zug | 1790 (vor) | 1825            | 1920         |                                                         |
| Vahlberger liegender Gang                       | Vahlberg                                        | Olpe       | Eisen; ref name="la_nrw"/> |            | 1856 (um)       |              |                                                         |
| Vahlberger Mittelhang                           | Vahlberg                                        | Olpe       | Eisen |            | 1863 (um)       |              |                                                         |
| Vahlberger Vertrauen                            | Hünsborn                                        | Olpe       | Eisen |            | 1863 (um)       |              |                                                         |
| Vahlbergerzug                                   | Brün / Ottfingen                                | Olpe       | Eisen, Kupfer, Mangan, Blei; 1875 Konsolidation aus Vahlberg und Hauptlöh; 400 m langes Gangmittel mit 10 m Mächtigkeit; 1851 Maschinenschacht (360 m Teufe); 5 Tiefbausohlen (bei 18, 36, 60, 120 und 160 m Teufe); 500 Belegschaftsmitglieder; vorübergehende Stilllegung von 1856 bis 1861; ab 1862 Vorrichtung der dritten Tiefbausohle                                 | Lage       | 1875            | 1921         |                                                         |
| Vahlbergerzug I                                 | Rothemühle                                      | Olpe       | Zink |            |                 |              |                                                         |
| Vahlbergerzug I                                 | Brün / Ottfingen                                | Olpe       | Eisen, Blei, Mangen |            | 1901 (um)       |              |                                                         |
| Vahlbergerzug II                                | Rothemühle / Vahlberg                           | Olpe       | Blei |            |                 |              |                                                         |
| Vahlbergerzug II                                | Ottfingen                                       | Olpe       | Eisen, Blei, Mangen |            | 1901 (um)       |              |                                                         |
| Vahlbergerzug III                               | Rothemühle / Vahlberg                           | Olpe       | Blei |            |                 |              |                                                         |
| Vahlbergerzug III                               | Ottfingen                                       | Olpe       | Eisen, Blei, Mangen |            | 1901 (um)       |              |                                                         |
| Vahlbergerzug IV                                | Römershagen                                     | Olpe       | Eisen, Blei, Mangen |            | 1913 (um)       |              |                                                         |
| Vahlbergerzug 4                                 | Rothemühle                                      | Olpe       | Eisen, Kupfer |            |                 |              |                                                         |
| Vahlbergerzug V                                 | Römershagen                                     | Olpe       | Eisen, Blei, Mangen |            | 1913 (um)       |              |                                                         |
| Vahlbergerzug 5                                 | Rothemühle                                      | Olpe       | Eisen, Kupfer |            |                 |              |                                                         |
| Vahlbergerzug VI                                | Römershagen                                     | Olpe       | Eisen, Blei, Mangen |            | 1917 (um)       |              |                                                         |
| Vahlbergerzug VII                               | Römershagen                                     | Olpe       | Eisen, Blei, Mangen |            | 1917 (um)       |              |                                                         |
| Vahlbergerzug VIII                              | Römershagen                                     | Olpe       | Eisen |            | 1954 (um)       |              |                                                         |
| Vahlbergerzug IX                                | Römershagen                                     | Olpe       | Eisen |            | 1954 (um)       |              |                                                         |
| Vahlbergerzug X                                 | Römershagen                                     | Olpe       | Eisen |            | 1954 (um)       |              |                                                         |
| Vahlbergerzug XI                                | Römershagen                                     | Olpe       | Eisen |            | 1954 (um)       |              |                                                         |
| Vahlbergerzug XII                               | Römershagen                                     | Olpe       | Eisen |            | 1954 (um)       |              |                                                         |
| Vereinigter Molitor                             | Elben                                           | Olpe       | Eisen; Altenbergerzug, Konsolididation aus Neuer Molitor und Molitor; 1874 Abbaustop; 1909 erneut Abbau; 1922 zu Altenberg | Lage       | 17. Jh. (Mitte) | 1911         |                                                         |
| Vereinigtes Oberes und Unteres Löh              | Ottfingen                                       | Olpe       | Brauneisen; Abbau auf dem Vahlbergerzug |            | 1831 (um)       |              |                                                         |
| Volta                                           | Wenden                                          | Olpe       | Blei, Kupfer, Eisen |            | 1871 (um)       |              |                                                         |
| Vorwärts                                        | Gerlingen                                       | Olpe       | Eisen; südlich von Saßmicke; Konsolidation |            |                 |              |                                                         |
| Vorwärts                                        | Brün                                            | Olpe       | Eisen | Lage       |                 |              |                                                         |
| Weingarten                                      | Möllmicke                                       | Olpe       | Eisen, Kupfer, Silber; geringe Mengen Bleiglanz; Abbau auf dem Junkernbergerzug; Schachtbetrieb; Konsolidation |            | 1850 (um)       |              |                                                         |
| Westphalia                                      | Möllmicke / Gerlingen                           | Olpe       | Eisen |            | 1870 (um)       |              |                                                         |
| Wilhelminenglück                                | Brün                                            | Olpe       | Eisen, Kupfer |            | 1870 (um)       |              |                                                         |
| Wilsmicker Gesellschaft (Schwerspatgrube Elben) | Elben                                           | Olpe       | Eisen; Altenbergerzug; bis 1890 wenig Betrieb, 1859 Konsolidation aus mind. Neue Wilsmicke, Untere Wilsmicke, Josias, Neuer Josias, Alte Wilsmicke; Abbau mit Gesenk; Vortrieb des Wilsmicker Grundstollens | Lage       | 1847 (vor)      | 1956         |                                                         |
| Wohlgemuth                                      | Gerlingen                                       | Olpe       | Eisen |            | 1858 (um)       |              |                                                         |
| Zweiter Molitor                                 | Elben                                           | Olpe       | Eisen; zu Vereinigter Molitor; 1922 zu Altenberg |            | 1858 (um)       |              |                                                         |